# Liste der Wendeschleifen der Berliner Straßenbahn

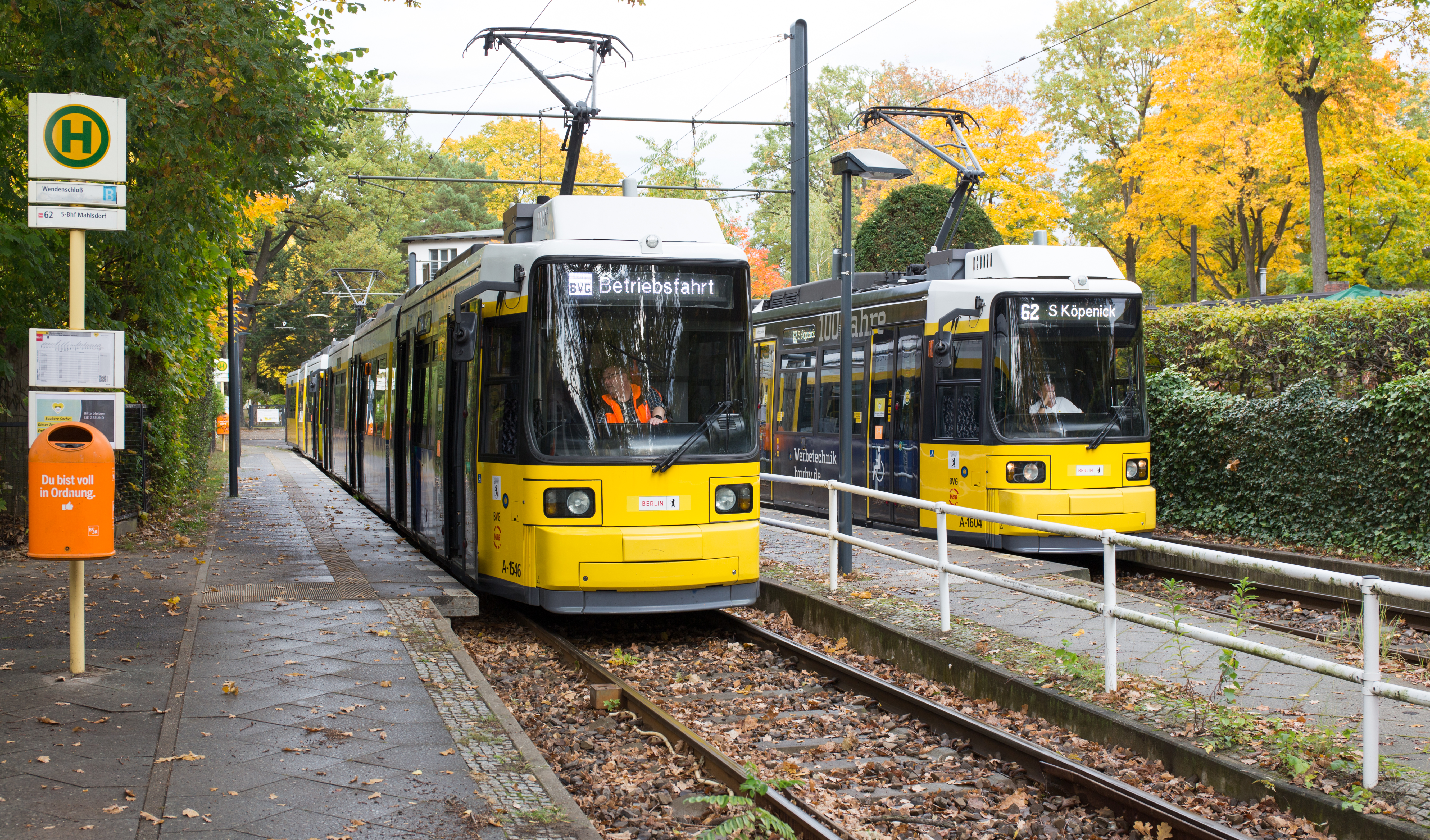
Haltestelle Wendenschloß mit zwei GT6U-Triebwagen, 2021. Wendeschleifen mit zwei Ausstiegshaltestellen sind in Berlin nur vereinzelt zu finden.

Die Liste der Wendeschleifen der Berliner Straßenbahn umfasst die bestehenden und ehemaligen Gleisschleifen, Platz- und Blockumfahrungen des Berliner Straßenbahnnetzes.

## Entwicklung und Verteilung im Netz
In der Anfangsphase der Berliner Straßenbahn genügte in den meisten Fällen ein Gleiswechsel zum Wenden der Straßenbahnzüge. Die Wagen waren so gebaut, dass die Pferde an beiden Enden vorgespannt werden konnten. Die ersten Schleifen entstanden so mehr zufällig durch die eingleisige Streckenführung in benachbarten Straßenzügen oder die Umfahrung von Schmuckplätzen wie dem Mehringplatz oder dem Nollendorfplatz. Die Kuppelendstellen waren platzsparender als Gleisschleifen und trotz der benötigten Weichen wohl auch günstiger in der Anlage. Auf ein Umstecken der Ziel- und Seitenschilder konnte zudem verzichtet werden. Erst mit der Einführung des elektrischen Betriebs und dem ermöglichten Einsatz von einem oder zwei Beiwagen begann die Große Berliner Straßenbahn an ausgewählten Punkten mit der Anlage erster Schleifen. Insbesondere an verkehrsreichen Stellen des Arbeiter- und Ausflugsverkehrs, wie vor dem Siemens-Verwaltungsgebäude in der Nonnendammallee, dem Schloß Weißensee oder in Tegel ermöglichten die Schleifen zu Stoßzeiten ein schnelleres Wenden der Züge. Durch den Verzicht auf die Rangiervorgänge konnte an den vollen Haltestellen zudem eine potentielle Gefahrenquelle beseitigt werden. Die Leistungsfähigkeit einer Gleisschleife gegenüber einer Kuppelendstelle zeigt sich beim Vergleich der Endhaltestellen Siemensstadt Verwaltungsgebäude und Ringbahnhof Jungfernheide, zwischen denen während des Ersten Weltkrieges ein starkes Verkehrsaufkommen bestand. An beiden Punkten endeten während der Hauptverkehrszeiten die Züge im Abstand von etwa zweieinhalb Minuten. Während am Bahnhof Jungfernheide aus Platzgründen zwei jeweils zweigleisige Kuppelendstellen angelegt werden mussten, genügte in der Siemensstadt eine eingleisige Schleife zum Kehren der Züge. Dennoch waren die meisten Schleifenanlagen zusätzlich mit Weichenverbindungen ausgestattet, um etwa solo fahrenden Triebwagen eine schnelle Kehre zu ermöglichen oder um Beiwagen überzuhängen.
Ab Mitte der 1920er Jahre weiteten die Berliner Straßenbahn-Betriebsgesellschaft und ab 1929 ihr Nachfolger BVG ihr Netz bis an den Rand Groß-Berlins aus. Neben den Neubaustrecken, etwa nach Hakenfelde oder Rahnsdorf, wurden auch bestehende Außenäste mit Wendeschleifen nachgerüstet, so an der Rudower Spinne oder in Tegelort. Auch einige anfangs mit Kuppelendstellen versehene Neubaustrecken ließ die BVG nach wenigen Jahre mit Wendeschleifen nachrüsten, zum Beispiel in Lichtenrade. Neben den Außenästen ersetzte die Stadt auch mehrere Kuppelendstellen im Bestandsnetz durch Wendeschleifen oder – wo es der Platz erforderte – Blockumfahrungen. Neben Neuanlagen wie in Reinickendorf-West oder am Bahnhof Lichtenberg wurden auch stillgelegte Gleisabschnitte wieder reaktiviert und als Blockumfahrung umgenutzt, so geschehen am Nettelbeckplatz und am Oranienplatz. Eine besondere Situation ergab sich am Hackeschen Markt. Hier wurden die zuvor unabhängig voneinander befahrenen Gleisabschnitte in der Großen Präsidentenstraße und in der Neuen Promenade zu einer Blockschleife zusammengefasst, die ähnlich einem Kreisverkehr Schleifenfahrten aus den vier zulaufenden Straßenzügen (Rosenthaler Straße, Oranienburger Straße, Burgstraße und An der Spandauer Brücke) ermöglichte.
Noch während des Zweiten Weltkrieges dünnte die BVG ihr Liniennetz im Stadtzentrum von Berlin wegen der großflächigen Zerstörungen aus. Die meisten Durchmesserlinien wurden durch Brechung am Rande der Innenstadt auf zwei Radiallinien aufgeteilt. Diese Netzstruktur blieb auch nach Kriegsende bestehen. Als Folge dieser Entwicklung entstand südlich des Bahnhofs Gesundbrunnen die Blockumfahrung durch die Rügener Straße, Swinemünder Straße und Ramlerstraße, da die bestehende Endstelle in der Ramlerstraße mit sechs Linien voll ausgelastet war. Nach der Verwaltungstrennung der BVG im August 1949 folgte bis Januar 1953 die schrittweise Netztrennung zwischen beiden Stadthälften und eine daraufhin unterschiedliche Entwicklung der Teilnetze.
In West-Berlin begann ab 1954 die schrittweise Stilllegung des Straßenbahnbetriebs bis zum Oktober 1967. In der Anfangszeit betraf die Stilllegungswelle nur wenige Linien und die BVG-West war zunächst noch bemüht, die Straßenbahn der jeweils veränderten Situation anzupassen. Neben diversen Gleisanpassungen kam es auch zum Neubau einer Wendeschleife auf dem Savignyplatz, nachdem die Umfahrung des Breitscheidplatzes 1959 aufgegeben wurde.
In Ost-Berlin begann die BVG-Ost ab Mitte der 1950er Jahre mit der Umstellung auf Einmannbetrieb. Neben der Einführung von Zeitkartenwagen (sog. Z- beziehungsweise ZZ-Betrieb) wurde der Bau von Schleifenanlagen vorangetrieben, um auf die bislang für das Umsetzen der Beiwagen erforderlichen Schaffner verzichten zu können. Die Auslieferung der zunächst als Einrichtungsfahrzeuge konzipierten Rekowagen ab 1959 verstärkte diese Entwicklung nochmals. Im Jahr 1971, als die Berliner Verkehrsbetriebe die letzten Vorkriegsfahrzeuge ausmusterten, waren alle Endhaltestellen bis auf die beiden der Linie 84 in Friedrichshagen und Altglienicke mit Wendeschleifen versehen. Für letztere ließ die BVB 1969 eine kleine Serie an Zweirichtungs-Rekowagen herstellen, bevor sie 1977 beziehungsweise 1980 ebenfalls mit Schleifen ausgerüstet wurden.
Nach der Wiedervereinigung beider Stadthälften setzten die Berliner Verkehrsbetriebe zunächst weiter auf den Einsatz von Einrichtungsfahrzeugen, wogegen sich die Senatsverwaltung für Verkehr vermehrt für Zweirichtungsfahrzeuge aussprach, um beim Ausbau Richtung Westen auf Wendeschleifen verzichten zu können. Im Bestandsnetz sollten hingegen weiterhin vorwiegend Einrichter zum Einsatz kommen. Wurden die Neubaustrecken zum Virchow-Krankenhaus und nach Buchholz-West noch mit Wendeschleifen ausgestattet, erhielten die beiden Streckenverlängerungen entlang der heutigen Linie M10 nur ein Stumpfgleis. 2014 gab die BVG bekannt, dass sie die Straßenbahn langfristig zu einem Zweirichtungsbetrieb entwickeln wolle. So wird bei der Verlängerung der Straßenbahn vom Hauptbahnhof zum U-Bahnhof Turmstraße auf eine Gleisschleife verzichtet. Am S- und U-Bahnhof Lichtenberg soll die bestehende Blockumfahrung durch eine Stumpfendstelle ersetzt werden, um die Umsteigewege zwischen Straßenbahn und Bahnhof zu verkürzen.

## Liste der Wendeschleifen
Die nachfolgende Liste führt insgesamt 122 Gleisanlagen auf, die eine Wende ohne Fahrtrichtungsänderung ermöglichen. Es werden hierbei nur solche Anlagen berücksichtigt, die von vornherein oder nach entsprechendem Umbau der Gleisanlage primär dem Zweck der Fahrzeugwende dienten. Nicht aufgeführt sind hingegen solche Schleifenfahrten, die sich automatisch aus der Netztopographie heraus ergaben, auch wenn sie zum Wenden von Linienzügen genutzt wurden. Ebensowenig werden Wendedreiecke aufgelistet, da bei ihnen ein Fahrtrichtungswechsel erforderlich ist. Auf Betriebshöfen angelegte Gleisschleifen werden, auch wenn diese im Linienverkehr benutzt werden, ebenfalls nicht aufgelistet. Die Positionskarte führt sämtliche in der Liste genannten Einträge auf und unterscheidet sie nach Art und Vorhandensein. Bei der Verteilung fällt auf, dass die klassischen Wendeschleife vor allem im Außenbereich anzutreffen sind, wo der Platz für entsprechende Anlagen vorhanden war. Im dicht besiedelten Innenstadtbereich dominieren hingegen die Blockumfahrungen. Insbesondere in der Friedrichstadt mit ihrem schachbrettartigen Straßenmuster waren gleich mehrere Blockschleifen zu finden. Die Platzumfahrung als dritte Bauform ist vor allem in den westlichen und südwestlichen Vororten häufig anzutreffen, da dort beim Ausbau des Straßennetzes im ausgehenden 19. Jahrhundert zahlreiche Schmuckplätze angelegt wurden.

### Legende
Pos.
Die Liste ist numerisch sortiert. Die Nummer wird in aufsteigender Reihenfolge der zugehörigen Ortsteilnummer und bei mehreren Einträgen innerhalb eines Ortsteils in alphabetischer Reihenfolge vergeben. Zusätzlich dient diese Nummer zur Identifikation des jeweiligen Objekts auf der beigefügten Positionskarte und kann über diese angesteuert werden.
Ortsteil/Bezirk
Ortsteil und in Klammern der zugehörige Bezirk, in dem sich die Schleife befindet. Es wird nicht der Ortsteil angegeben, an dem sich die Endhaltestelle befand, sondern der, in dem sich der größte Teil der Gleisanlage befindet. Die Zuordnung wird anhand der aktuellen Grenzen vorgenommen. Bei den außerhalb Berlins gelegenen Schleifen in Hennigsdorf und Schönefeld wird anstelle des Bezirks der zugehörige Landkreis genannt.
Name/Lage
Name der Schleife und Lage im Berliner Straßennetz. Die Benennung erfolgt anhand der gängigen Bezeichnung der Endhaltestelle oder einer nahegelegenen Straße beziehungsweise Örtlichkeit. Bei Blockumfahrungen werden die durchfahrenden Straßen entsprechend ihrer Reihenfolge aufgeführt. Um Dopplungen zu vermeiden, wird hierbei der Name der Schleife fett hervorgehoben, die Sortierung erfolgt anhand dieses Straßennamens. Bei Gleis- beziehungsweise Streckenverlegungen in andere Straßenzüge wird, sofern die Lage der Endhaltestelle gleich bleibt, kein neuer Eintrag vorgenommen. Der geänderte Verlauf wird mit Hinweis auf die Nutzungsdauer in derselben Spalte angegeben.
Art
Art der Wendeschleife. Es wird unterschieden nach:
- B – Blockumfahrungen, die durch mehrere Straßenzüge führen,
- P – Platzumfahrungen, bei denen der Gleisverlauf weitgehend der Platzgeometrie folgt und
- W – „klassischen“ Wendeschleifen, die auf einer eigens dafür vorgesehenen Freifläche angelegt wurden.

Es ist nicht immer eine exakte Trennung zwischen den einzelnen Arten möglich. So weist beispielsweise die Wendeschleife auf dem Attilaplatz sowohl Merkmale einer Platzumfahrung als auch einer Blockumfahrung auf.
Rtg.
Richtung, in der die Schleife in der Regel durchfahren wurde. Es wird unterschieden nach Fahrten im Uhrzeigersinn (↻), Fahrten entgegen dem Uhrzeigersinn (↺) und Schleifen, die in beiden Richtungen durchfahren wurden. In einigen Fällen, wie am Schloß Weißensee, wurde die Fahrtrichtung mit der Zeit geändert. Andere Schleifen, wie am Ossietzkyplatz, waren zwar durchgehend für beide Richtungen angelegt, wurden aber in der Regel nur in einer Richtung durchfahren. In diesem Fall wird die hauptsächlich genutzte Orientierung angegeben.
Anz. Gl.
Anzahl der Gleise innerhalb der Schleife. Es werden alle Gleise gezählt, unabhängig davon ob sie primär als Aufstell- oder Durchfahrgleis dienten. Bei gegenwärtig genutzten Anlagen wird die aktuell vorhandene, bei stillgelegten Anlagen die maximal vorhandene Gleisanzahl aufgeführt.
von
Inbetriebnahme der Schleife. Das Datum sagt nichts über eine tatsächliche Nutzung im Linienverkehr ab diesem Zeitpunkt auf.
bis
Außerbetriebnahme der Schleife. Das Datum sagt nichts über eine tatsächliche Nutzung der Schleife bis zu diesem Zeitpunkt aus.
Anmerkungen
Kurzabriss zum jeweiligen Eintrag. Die hier angegebenen Belege referenzieren zudem alle Einträge in der entsprechenden Zeile.
Bild
Bild der jeweiligen Gleisschleife oder eines im Stadtbild vorhandene Reliktes.

### Positionskarte
| 1 |

| 2 |

| 3 |

| 4 |

| 5 |

| 6 |

| 7 |

| 8 |

| 9 |

| 10 |

| 11 |

| 12 |

| 13 |

| 14 |

| 15 |

| 16 |

| 17 |

| 18 |

| 19 |

| 20 |

| 21 |

| 22 |

| 23 |

| 24 |

| 25 |

| 26 |

| 27 |

| 28 |

| 29 |

| 30 |

| 31 |

| 32 |

| 33 |

| 34 |

| 35 |

| 36 |

| 37 |

| 38 |

| 39 |

| 40 |

| 41 |

| 42 |

| 43 |

| 44 |

| 45 |

| 46 |

| 47 |

| 48 |

| 49 |

| 50 |

| 51 |

| 52 |

| 53 |

| 54 |

| 55 |

| 56 |

| 57 |

| 58 |

| 59 |

| 60 |

| 61 |

| 62 |

| 63 |

| 64 |

| 65 |

| 66 |

| 67 |

| 68 |

| 69 |

| 70 |

| 71 |

| 72 |

| 73 |

| 74 |

| 75 |

| 76 |

| 77 |

| 78 |

| 79 |

| 80 |

| 81 |

| 82 |

| 83 |

| 84 |

| 85 |

| 86 |

| 87 |

| 88 |

| 89 |

| 90 |

| 91 |

| 92 |

| 93 |

| 94 |

| 95 |

| 96 |

| 97 |

| 98 |

| 99 |

| 100 |

| 101 |

| 102 |

| 103 |

| 104 |

| 105 |

| 106 |

| 107 |

| 108 |

| 109 |

| 110 |

| 111 |

| 112 |

| 113 |

| 114 |

| 115 |

| 116 |

| 117 |

| 118 |

| 119 |

| 120 |

| 121 |

| 122 |

| 1 |

| 2 |

| 3 |

| 4 |

| 5 |

| 6 |

| 7 |

| 8 |

| 9 |

| 10 |

| 11 |

| 12 |

| 13 |

| 14 |

| 15 |

| 16 |

| 17 |

| 18 |

| 19 |

| 20 |

| 21 |

| 22 |

| 23 |

| 24 |

| 25 |

| 26 |

| 27 |

| 28 |

| 29 |

| 30 |

| 31 |

| 32 |

| 33 |

| 34 |

| 35 |

| 36 |

| 37 |

| 38 |

| 39 |

| 40 |

| 41 |

| 42 |

| 43 |

| 44 |

| 45 |

| 46 |

| 47 |

| 48 |

| 49 |

| 50 |

| 51 |

| 52 |

| 53 |

| 54 |

| 55 |

| 56 |

| 57 |

| 58 |

| 59 |

| 60 |

| 61 |

| 62 |

| 63 |

| 64 |

| 65 |

| 66 |

| 67 |

| 68 |

| 69 |

| 70 |

| 71 |

| 72 |

| 73 |

| 74 |

| 75 |

| 76 |

| 77 |

| 78 |

| 79 |

| 80 |

| 81 |

| 82 |

| 83 |

| 84 |

| 85 |

| 86 |

| 87 |

| 88 |

| 89 |

| 90 |

| 91 |

| 92 |

| 93 |

| 94 |

| 95 |

| 96 |

| 97 |

| 98 |

| 99 |

| 100 |

| 101 |

| 102 |

| 103 |

| 104 |

| 105 |

| 106 |

| 107 |

| 108 |

| 109 |

| 110 |

| 111 |

| 112 |

| 113 |

| 114 |

| 115 |

| 116 |

| 117 |

| 118 |

| 119 |

| 120 |

| 121 |

| 122 |

### Übersichtsliste
| Pos. | Ortsteil/ Bezirk                            | Name/Lage | Art | Rtg. | Anz. Gl. | von               | bis                | Anmerkungen | Bild |
| ---- | ------------------------------------------- | --- | --- | ---- | -------- | ----------------- | ------------------ | --- | --- |
| 1    | Mitte (Mitte)                               | 1960–1987: Planckstraße → Dorotheenstraße → Am Kupfergraben → Georgenstraße → Planckstraße 1987–1997: … → Georgenstraße → Universitätsstraße → Trasse nördlich der Stadtbahn → Planckstraße → … seit 1997: Dorotheenstraße → Am Kupfergraben → Georgenstraße → Planckstraße → Dorotheenstraße                                                  | B   | ↺    | 3        | 17. Juni 1960     | in Betrieb         | Am Kupfergraben ist die älteste noch bestehende Endhaltestelle im Berliner Straßenbahnnetz. Die ab August 1865 in der Dorotheenstraße gelegene Haltestelle musste für den Bau des Lindentunnels im Dezember 1915 in die gleichnamige Straße verlegt werden. Ab 1960 bestehend die Schleifenfahrt mit Rückweg durch die Georgenstraße. Als das von der Straßenbahn befahrene Eckgrundstück Georgenstraße/Planckstraße bebaut wurde, musste zwischen Geschwister-Scholl-Straße und Planckstraße ein neuer Gleiskörper nördlich des Stadtbahnviadukts gebaut werden. Der letzte Umbau erfolgte anlässlich der Direktanbindung des S- und U-Bahnhofs Friedrichstraße 1997. | Triebwagen 1057 (GT6N) in der Dorotheenstraße, 2017 · Tatra-Zug 219 053 mit 219 054 auf der Linie 70 nördlich der Stadtbahn. Der gezeigte Abschnitt war nur für rund zehn Jahre (1987–1997) in Betrieb, 1990. |
| 2    | Mitte (Mitte)                               | Charlottenstraße ↔ Behrenstraße ↔ Markgrafenstraße ↔ Französische Straße | B   | ⤹⤸   | 2        | 1. Mai 1925       | Apr. 1945          | Für den Bau dieser Blockschleife im Nordosten der Friedrichstadt war von Vorteil, dass sämtliche benutzte Straßen bereits über Gleise verfügten. Die Große Berliner befuhr seit 1876 die Charlottenstraße bis zur Endstelle Behren- Ecke Friedrichstraße und seit 1882 die Französische Straße. Die Markgrafenstraße befuhren seit 1913 die Züge der Städtischen Straßenbahn auf dem Weg zur Behrenstraße Ecke Charlottenstraße, 1916–1923 befand sich hier zudem die Zufahrt zum Westast des Lindentunnels. Nach dessen Aufgabe wurden die vorhandenen Gleise bis 1925 zur Blockschleife ausgebaut und die Kuppelendstelle Behrenstraße/Friedrichstraße aufgegeben. Die Schleife war durchgehend zweigleisig angelegt und wurde in beiden Richtungen planmäßig genutzt. Nach dem Zweiten Weltkrieg fand hier kein planmäßiger Straßenbahnverkehr mehr statt, die Gleise wurden nach 1951 ausgebaut. | Zielanzeiger ‚Behrenstraße‘ auf dem historischen Triebwagen 3587II (TM 36). Der Wagen steht am ehemals westlichen Endpunkt der Linie 96 in Stahnsdorf. |
| 3    | Mitte (Mitte)                               | 1906–1921: Kanonierstraße → Behrenstraße → Mauerstraße 1925–1945: Kanonierstraße → Behrenstraße → Mauerstraße → Französische Straße | B   | ↺    | 2        | 15. März 1906     | Apr. 1945          | Als Ersatz für die überlastete Kuppelendstelle am Westende der Behrenstraße ließ die BESTAG ein Gleis in der Behrenstraße zwischen Mauer- und Kanonierstraße verlegen, sodass unter Nutzung der GBS-Gleise in der Kanonierstraße die Schleifenfahrt ermöglicht wurde. Die Blockschleife blieb mindestens August 1921 weiter bestehen. Nach einem Umbau, bei dem die durchgehende Verbindung in der Mauerstraße im Kreuzungsbereich Französische Straße entfernt und durch einen Abzweig in selbige ersetzt wurde, bestand ab 1924 eine kleinere Blockschleife um das Geviert Französische Straße/Kanonierstraße/Behrenstraße/Mauerstraße. Dieses blieb bis zum Ende des Zweiten Weltkrieges bestehen, die Gleise wurden nach 1951 entfernt. | Kreuzung Mauerstraße Ecke Französische Straße, 1929 |
| 4    | Mitte (Mitte)                               | Dönhoffplatz 1875–1944: Lindenstraße → Kommandantenstraße → Krausenstraße → Jerusalemer Straße → Lindenstraße 1923–1956: Spittelmarkt → Beuthstraße → Kommandantenstraße → Krausenstraße → Jerusalemer Straße → Leipziger Straße → Spittelmarkt 1966–1969: Spittelmarkt → Krausenstraße → Jerusalemer Straße → Leipziger Straße → Spittelmarkt | B   | ⤹⤸   | 2        | 1875              | 1. Juli 1969       | Der Dönhoffplatz wies im Laufe seiner Geschichte insgesamt drei teils stark voneinander abweichende Blockumfahrungen auf. Allen gemeinsam war die Endhaltestelle in der Krausenstraße am Südrand des gleichnamigen Platzes. Die erste Schleife, vermutlich die erste Blockumfahrung in Berlin, ging 1875 bei der Inbetriebnahme der Pferdebahn vom Halleschen Tor zum Dönhoffplatz in Betrieb. Sie wurde auch nach dem zweigleisigen Ausbau mit Unterbrechungen bis mindestens 20. Februar 1944 genutzt. Die zweite Schleife führte ab Spittelmarkt über die Beuth- und Kommandantenstraße zum Dönhoffplatz und zurück über die Jerusalemer und Leipziger Straße, eine erste Nutzung erfolgte ab dem 19. November 1923 zunächst durch Einsetzer, ab dem 5. Januar 1925 auch durch Tourenwagen. Die Schleife blieb auch nach dem Zweiten Weltkrieg bestehen und wurde am 1. November 1956 wegen der Nähe zum Amerikanischen Sektor – die Südseite der Kommandantenstraße lag bereits im Bezirk Kreuzberg – aufgegeben. Bis zur Einrichtung der dritten Schleife am 11. März 1966 kehrten die Züge stumpf in der Krausenstraße. Die letzte Schleife führte ab Spittelmarkt direkt über das beräumte Gelände zur Krausenstraße, der Rückweg erfolgte wie bisher über die Jerusalemer und Leipziger Straße, sie war nur für rund drei Jahre in Betrieb. | |
| 5    | Mitte (Mitte)                               | Alexanderstraße → Kleine Frankfurter Straße → Elisabethstraße → Karl-Marx-Allee → Leninallee | B   | ↺    | 2        | 23. Mai 1936      | 3. Aug. 1962       | Bis 1885 befuhren die Wagen von und zur Frankfurter Allee in beiden Richtungen durch die Kaiserstraße, danach etablierte die Neue Berliner Pferdebahn den Richtungsbetrieb durch die Kleine Frankfurter Straße für die stadteinwärts fahrenden Wagen. Ab 1. März 1925 befuhren zusätzlich die Züge nach der Landsberger Allee den Umweg über Kaiserstraße und Kleine Frankfurter Straße. Die Direktverbindung von der Großen Frankfurter zur Landsberger Straße und die Aufstellgleise in der Elisabethstraße gingen am 23. Mai 1936 in Betrieb. In dieser Form bestand die Gleisanlage weitestgehend bis zum 3. August 1962, die restlichen Strecken gingen am 10. Oktober 1966 außer Betrieb. | Karl-Marx-Allee in Blickrichtung Alexanderplatz, in Bildmitte überquert ein Straßenbahnzug die Allee entlang der vormaligen Jacobystraße, 1964. |
| 6    | Mitte (Mitte)                               | 1931–1998: Hackescher Markt → Große Präsidentenstraße → Kleine Präsidentenstraße → Neue Promenade ab 1998: … → Kleine Präsidentenstraße → Henriette-Herz-Platz → An der Spandauer Brücke | B   | ↺    | 4        | 16. Feb. 1931     | in Betrieb         | Der Hackesche Markt stellt einen der wichtigsten Knotenpunkte im Berliner Straßenbahnnetz dar. Seine Bedeutung erlangte er erst nach der Netzteilung, als innerstädtische Endpunkte für die zuvor meist durchlaufenden Linien geschaffen werden mussten. Ab 1882 wurde die Große Präsidentenstraße vorrangig von den Zügen aus der Oranienburger Straße in Richtung Hackescher Markt gefahren. Die Züge von und zur Burgstraße befuhren ab 1894 die Neue Promenade in beide Richtungen. Zusätzlich bestand die Direktverbindung beider Strecken über die Kleine Präsidentenstraße. Ab 1883 bestand zusätzlich eine Verbindung zur Spandauer Straße. Ab 1931 bestand der Richtungsverkehr über die Große Präsidentenstraße zur Burgstraße sowie in Gegenrichtung über die Neue Promenade. Planmäßig befuhr ab dem 1. April 1946 die Linie 44 erstmals die Blockschleife zum Wenden. Die zunächst zwei Aufstellgleise in der Großen Präsidentenstraße wurden 1965 um zwei weitere ergänzt. 1987 gab es Pläne für eine Direktverbindung zwischen Oranienburger und Spandauer Straße, bei der die Gleisschleife mit einbezogen werden sollte. Vorgesehen waren der Bau von zwei Ankunftshaltestellen am Hackeschen Markt und die Verlegung der Abfahrthaltestelle in der Neuen Promenade an den rechten Fahrbahnrand. Optional sollte die Aufstellanlage um ein weiteres Gleis ergänzt werden. Den letzten größeren Umbau erfuhr die Anlage mit dem Bau der Straßenbahnstrecke Alex I 1998. Für die Anbindung an die Spandauer Straße wurde die Streckenführung über die Neue Promenade am 9. November 1998 aufgegeben und südlich der Stadtbahn auf den Henriette-Herz-Platz verlegt.                                                                                        | 217 001 auf der Linie 49 wartet neben anderen Zügen in der Großen Präsidentenstraße, 1980 · Triebwagen 9770 auf der Linie 71 nach Heinersdorf an der Neuen Promenade, 1992. Die Haltestelle wurde 1998 stillgelegt und die Gleisführung auf die andere Seite des Stadtbahnviadukts verlegt.                                                                    |
| 7    | Mitte (Mitte)                               | Stralauer Straße → Molkenmarkt → Spandauer Straße → Hinter dem Rathaus → Jüdenstraße → Stralauer Straße | B   | ↻    | 2        | 1. Nov. 1958      | 19. Dez. 1966      | Ähnlich wie am Dönhoffplatz wies die Jüdenstraße mehrere zeitlich voneinander verschiedene Schleifen auf. Die erste Blockumfahrung entstand 1886 bei der Herstellung der Verbindung Spittelmarkt – Molkenmarkt. Da die meisten Wagen über die Königstraße weiter zum Alexanderplatz liefen, wurde ein Teil der Züge zur Entlastung der Spandauer Straße über die parallel verlaufende Jüdenstraße geführt. Während des Zweiten Weltkrieges, der Verkehr lief inzwischen vollständig über die Spandauer Straße, nutzte die BVG ab 1941 die Jüdenstraße als Endhaltestelle für von Osten kommende Linien. Diese Blockumfahrung bestand bis zur Einstellung des Straßenbahnverkehrs auf der Königstraße im März 1951. Bis zur Neueinrichtung der Schleifenfahrt, diesmal in der entgegengesetzten Fahrtrichtung und südlich am Roten Rathaus vorbei, blieb die Jüdenstraße als Kuppelendstelle weiter bestehen. Die Aufgabe dieser zweiten Schleife erfolgte anlässlich der Umgestaltung des Molkenmarkts und der Direktverbindung des Mühlendamms mit der Grunerstraße. | Pferdebahngleise in der Jüdenstraße, zwischen 1886 und 1892 · Triebwagen 3843 (TM 34) mit einem Einheitsstraßenbahnwagen (BF 42) auf der Linie 71E in der Jüdenstraße, 1965 |
| 8    | Mitte (Mitte)                               | Leipziger Platz | W   | ↺    |          | 30. Dez. 1960     | 24. Aug. 1970      | Die Wendeschleife befand sich auf der südlichen Freifläche des Leipziger Platzes in unmittelbarer Grenznähe. Nach dem Mauerbau befand sich die reguläre Endhaltestelle an der Ecke Wilhelmstraße, die Züge fuhren anschließend leer durch die Grenzanlagen bis zur Gleisschleife und kehrten dort. | Rekozug auf der Linie 74 wendet leer am Leipziger Platz, 1961 |
| 9    | Mitte (Mitte)                               | Mauerstraße → Schützenstraße → Markgrafenstraße → Leipziger Straße | B   | ↺    | 2        | 1. Nov. 1936      | nach 1. März 1944  | Die Blockumfahrung Schützenstraße entstand 1936 und war ähnlich wie die benachbarte Schleife Taubenstraße bei Großveranstaltungen in der Innenstadt von Nutzen. Eine längere Nutzung erfuhr die Gleisanlage durch die Linie 191, die hier vor allem an Wochenenden endete. Nach dem Fahrplanwechsel vom März 1944 ist keine weitere Nutzung bekannt, die Gleise waren aber bis mindestens 1953 noch vorhanden. | |
| 10   | Mitte (Mitte)                               | Schwartzkopffstraße → Pflugstraße → Wöhlertstraße → Chausseestraße | B   | ↺    | 5        | 2. Aug. 1951      | 26. Aug. 2013      | Die Schleife Schwartzkopffstraße gehörte zu den ersten Neubaustrecken in Ost-Berlin. Ihr Bau wurde notwendig, da durch die zunehmende Teilung des Straßenbahnnetzes Endstellen in der Innenstadt benötigt wurden. Gleichzeitig erhielt die nördliche Chausseestraße nach 1945 wieder Straßenbahnanschluss. Mit dem Bau der Strecke entlang der Invalidenstraße zum Hauptbahnhof wurde die kurze Stichstrecke in der Chausseestraße mitsamt der Schleife Schwartzkopffstraße aufgegeben. | Tatra-Zug (KT4D) auf der Linie 24 in der Pflugstraße, 1991 |
| 11   | Mitte (Mitte)                               | Roßstraße → Neue Roßstraße → Wallstraße → Spittelmarkt → Gertraudenstraße | B   | ↻    | 1        | 10. März 1952     | Juli 1959          | Für diese nur kurzzeitig bestehende Blockumfahrung ließ die BVG-Ost die seit 1934 nicht mehr im Linienverkehr befahrenen Gleise in der Roßstraße reaktiviert. Am Spittelmarkt nahmen die Züge auf dem Betriebsgleis von der Wall- in die Gertraudenstraße Aufstellung. Neben der Linie 65, die die Schleifenfahrt von 1952 bis zu ihrer Einstellung 1954 nutzte, befuhr auch die 74E die Gleise von 1956 bis vermutlich Juli 1959. Die Endstelle Spittelmarkt blieb danach zwar weiterhin bestehen, wurde aber über eine weit größere Schleife über Jannowitzbrücke und Molkenmarkt bedient. | |
| 12   | Mitte (Mitte)                               | Charlottenstraße → Taubenstraße → Kanonierstraße → Französische Straße | B   | ↻    | 2        | 1. Nov. 1936      | Okt. 1966          | Die Blockumfahrung Taubenstraße ging 1936 für die Linien 87 und 187 nach Krankenhaus Köpenick beziehungsweise Rahnsdorf in Betrieb. Neben der Zufahrt aus der Charlottenstraße war bis 1950 auch eine Schleifenfahrt von der Französischen Straße aus möglich. Zwischen 22. Dezember 1950 und 2. Juli 1958 war die Schleife wegen Bauarbeiten gesperrt, die Züge endeten in dieser Zeit in dem verbliebenen Gleisdreieck an der Kreuzung Charlottenstraße Ecke Taubenstraße. Die endgültige Stilllegung erfolgte am 4. oder 20. Oktober 1966 wegen der Einsturzgefahr des Schauspielhauses am Gendarmenmarkt. | Ruinen und Gleise in der Taubenstraße, 1950 · Gleisrest in der Taubenstraße Ecke Glinkastraße, 2004 |
| 13   | Mitte (Mitte)                               | Wallnerstraße | B   | ↺    | 4        | 3. Aug. 1962      | 19. Okt. 1968      | Die nur kurzzeitig bestehende Gleisschleife Wallnerstraße befand sich nahe des S-Bahnhofs Jannowitzbrücke und diente als Ersatz für die Blockumfahrung Elisabethstraße zur Aufnahme der Linien, die nicht mehr den Alexanderplatz anfahren sollten. Die Zufahrten befand sich in der Holzmarktstraße, die Ausfahrt an der Alexanderstraße, jeweils in beide Richtungen. Ein Jahr nach der Stilllegung der letzten über den Platz führenden Strecke wurde die Schleife wieder aufgegeben. | Gleisschleife Wallnerstraße mit einem „Stube-und-Küche-Wagen“ (T 33 U) auf der Linie 71 und einem Maximum-Triebwagen (TDS 08/24) auf der Linie 82, 1963 |
| 14   | Moabit (Mitte)                              | Hauptbahnhof Invalidenstraße → Alt-Moabit → Emma-Herwegh-Straße → Clara-Jaschke-Straße | B   | ↺    | 4        | 14. Dez. 2014     | in Betrieb         | Die Blockumfahrung bildet den westlichen Abschluss der Neubaustrecke vom U-Bahnhof Naturkundemuseum zum Hauptbahnhof. Die Aufstellanlage in der Emma-Herwegh-Straße weist drei parallel verlaufende Gleise auf, wobei ein zusätzlicher Gleiswechsel zwischen den Gleisen 1/4 und 2 angeordnet ist. | Flexity-Triebwagen 9043 (F8Z), 8014 (F8E) und 9087 (F8Z) auf den Linien M10, M8 und M5 (v. l. n. r.) in Aufstellgruppe in der Emma-Herwegh-Straße, 2018 |
| 15   | Moabit (Mitte)                              | Turmstraße → Beusselstraße → Zwinglistraße → Gotzkowskystraße | B   | ↺    | 2        | 11. Okt. 1933     | Aug. 1965          | Die Blockumfahrung Zwinglistraße diente in den 1930er Jahren unter anderem als Endstelle für die Linie 98 nach Lichtenrade. Die Schleife konnte von Norden aus der Beusselstraße, von Osten aus der Turmstraße sowie von Süden aus der Gotzkowskystraße aus angefahren werden. Nach dem Krieg war die Schleife zuletzt Endpunkt der Linien 23 (Zwinglistraße – Bahnhof Wollankstraße) und 35E (Zwinglistraße – Gartenfeld). Nach der Einstellung letzterer am 1. Oktober 1960 blieb die Gleisanlage noch für mehrere Jahre als Betriebsstrecke weiter bestehen. | |
| 16   | Tiergarten (Mitte)                          | Potsdamer Straße → Eichhornstraße → Linkstraße | B   | ↺    | 2        | 1. Juni 1937      | 1. Apr. 1939       | Sowohl die Eichhorn-, als auch die Linkstraße wiesen um die Jahrhundertwende bereits Straßenbahnverkehr auf, die Strecken wurden nach dem Zusammenschluss der Einzelbetriebe zur Berliner Straßenbahn bis 1922 stillgelegt. Die 15 Jahre später eingerichtete Blockumfahrung bestand aus Richtung Potsdamer Platz und war nur kurzzeitig in Betrieb. Vermutlich wurde sie nach 1939 außer Betrieb genommen, da die Fläche für den Runden Platz als Schnittpunkt der Potsdamer Straße mit der geplanten Nord-Süd-Achse in Anspruch genommen wurde. Während ihrer Bestandszeit befand sich hier der westliche Endpunkt der Linie 64 aus Hohenschönhausen. | Kreuzung Eichhornstraße Ecke Schellingstraße mit dem noch existenten Schleifengleis. Die Häuser müssen bereits für den Bau des Runden Platzes weichen, 1939. |
| 17   | Wedding (Mitte)                             | Augustenburger Platz | P   | ↺    | 2        | 29. Aug. 1908     | 1. Sep. 1961       | Der Augustenburger Platz war der nordwestliche Endpunkt der von der Städtischen betriebenen rot-weißen Linie, die 1915 nach Moabit verlängert wurde. Eine weitere Strecke durch die nördlich abgehende Amrumer Straße wurde hingegen nie realisiert. Nach dem Zweiten Weltkrieg fuhren erst 1949 wieder Linienzüge über den Platz. Bis zur Einstellung der zulaufenden Strecken blieb die Schleife betriebsbereit. | Gleisschleife Augustenburger Platz: Das im Vordergrund liegende Gleis führt am rechten Bildrand um den Platz, im Hintergrund vor dem Eingang zum Rudolf-Virchow-Krankenhaus wartet ein Zug der Städtischen Straßenbahn, 1914. |
| 18   | Wedding (Mitte)                             | Eckernförder Platz | W   | ↺    | 2        | 25. Okt. 1997     | in Betrieb         | Die an die Haltestelle Virchow-Klinikum anschließende Wendeschleife Eckernförder Platz bildet seit ihrer Inbetriebnahme den derzeit (Stand: 2024) westlichsten Punkt im Berliner Straßenbahnnetz. Die Schleife selbst liegt im nördlichen Teil des Eckernförder Platzes, einer dreieckigen Parkanlage zwischen Seestraße, Sylter Straße und dem Berlin-Spandauer Schifffahrtskanal. Die Aufstellgleise liegen im Mittelstreifen der Seestraße. | Zwei Flexity-Triebwagen (F8Z) auf den Linien 50 und M13 an der Endhaltestelle Virchow-Klinikum, 2020 |
| 19   | Wedding (Mitte)                             | Gerichtstraße → Nettelbeckplatz → Reinickendorfer Straße → Fennstraße → Müllerstraße | B   | ↻    | 2        | um 1930           | 1. Juni 1958       | Von 1894 bis 1923 wies die Gerichtstraße zwischen Müllerstraße und Nettelbeckplatz durchgehenden Linienverkehr auf. Bis spätestens 1935 ließ die BVG den Abschnitt eingleisig wiederherstellen und eine Gleisverbindung in die Reinickendorfer Straße nach Süden einbauen, sodass eine Schleifenfahrt für von Tegel und Wittenau kommende Züge hergestellt wurde. Neben der Nachtlinie 468 befuhr ab April 1944 die Linie 25 die Schleife, nach Kriegsende war die Gleisverbindung lange Zeit Endpunkt der Linie 68 aus Wittenau. | |
| 20   | Gesundbrunnen (Mitte)                       | Brunnenstraße → Rügener Straße → Swinemünder Straße → Ramlerstraße | B   | ↻    | 4        | 27. Juli 1946     | 1. Sep. 1961       | Die Blockumfahrung am S+U-Bahnhof Gesundbrunnen gehörte zu den ersten nach dem Zweiten Weltkrieg in Betrieb genommenem Schleifen. Sie entstand unter Verwendung älterer Gleisabschnitte, lediglich die Gleise in der Rügener Straße gingen neu in Betrieb. Nach Einstellung der letzten planmäßig durchfahrenden Linien am 1. September 1961 blieben die Gleise noch einige Monate als Betriebsstrecke weiter bestehen. In der Swinemünder schloss von etwa 1920 bis spätestens Oktober 1962 ein Anschlussgleis zum Güterbahnhof Eberswalder Straße an. | Ehemalige Trasse in der Ramlerstraße, 2010 |
| 21   | Friedrichshain (Friedrichshain-Kreuzberg)   | Bersarinplatz | P   | ↺    | 1        | vor 1934          | in Betrieb         | Der ab 1881 von der Straßenbahn angefahrene Bersarinplatz war zunächst als reiner Verkehrsplatz angelegt worden, auf dem sich die Strecken der NBPf beziehungsweise GBS aus der südlichen Thaerstraße, der nördlichen Petersburger Straße und dem Weidenweg sowie der Flachbahn aus der südlichen Petersburger Straße und nördlichen Thaerstraße beziehungsweise Städtischen Straßenbahn kreuzten. In den 1920er Jahren wurden die nun gemeinsam verwalteten Strecken unter Aufgabe der Gleise in der Thaerstraße als Kreisverkehr angeordnet. 1947–1950 hatte die Linie 13 (Bersarinplatz – Kraftwerk Klingenberg) hier ihren Endpunkt, danach bis 1953 die Linie 14 (Bersarinplatz – Bahnhof Lichtenberg – Scheffelstraße). | GT6Z auf der Linie 20 am Bersarinplatz, 2004 |
| 22   | Friedrichshain (Friedrichshain-Kreuzberg)   | Landsberger Allee → Virchowstraße → Langenbeckstraße | B   | ↻    | 5        | 22. Jan. 1979     | in Betrieb         | Der Bau der Gleisschleife stand in Zusammenhang mit der Neubaustrecke zur Elisabethstraße. Die erste Ausbaustufe umfasste zwei Aufstellgleise für vier Züge. Mit der zweiten Ausbaustufe standen ab dem 6. Oktober 1982 weitere drei Gleise zur Verfügung. Zwischen 2009 und 2021 war Gleis 5 gar nicht, von 2021 bis 2024 nur von der Virchowstraße aus erreichbar. | |
| 23   | Friedrichshain (Friedrichshain-Kreuzberg)   | Scharnweberstraße → Weichselstraße → Travestraße → Müggelstraße | B   | ↻    | 2        | 1. Okt. 1976      | in Betrieb         | Die Blockumfahrung im Osten Friedrichshains befindet sich in räumlicher Nähe zum S+U-Bahnhof Frankfurter Allee und ist Endpunkt der Linie 16 aus Ahrensfelde. | Flexity-Triebwagen 9066 (F8Z) und 4027 (F8E) auf der Linie 16 in der Müggelstraße, 2019 |
| 24   | Friedrichshain (Friedrichshain-Kreuzberg)   | Warschauer Straße → Marchlewskistraße → Revaler Straße | B   | ↻    | 2        | 5. Juni 1965      | in Betrieb         | Bis zum Mauerbau kehrten die durch die Warschauer Straße führenden Linien 3 (heute M13) und 4 (heute M10) auf der Oberbaumbrücke beziehungsweise an der Ecke Mühlenstraße. Wegen des Mauerbaus entfiel ab 1961 die Kuppelendstelle auf der Oberbaumbrücke, nachteilig war weiterhin das Rangieren vor der Kreuzung Mühlenstraße, da die Straße wegen des Anstiegs zur Warschauer Brücke eine starke Neigung aufweist. Die Blockumfahrung ging 1965 nördlich der Warschauer Brücke in Betrieb. Um die Umsteigewege zum südlich der Brücke gelegenen U-Bahnhof Warschauer Straße zu verbessern, wurde die heutige Linie M10 im Mai 2000 über die Brücke verlängert, wo sich seither eine Stumpfendstelle befindet. Da diese bei der Verlängerung der Straßenbahn zum Hermannplatz entfallen würde, fordert der Berliner Fahrgastverband IGEB eine neue Schleife südlich der Warschauer Brücke, um die M13 an den U-Bahnhof und nebenbei an die Mercedes-Benz-Arena anzuschließen. | Triebwagen 1040 und 1028 (GT6N) der Linie M13 in der Revaler Straße, 2014 |
| 25   | Friedrichshain (Friedrichshain-Kreuzberg)   | Zentralviehhof Dolziger Straße → Samariterstraße → Eldenaer Straße | B   | ↺    | 1        | 1904              | Apr. 1945          | Die 1904 eingerichtete Blockschleife schloss östlich an den Forckenbeckplatz an, wo sich seit 1881 eine Kuppelendstelle vor den Toren des Zentralvieh- und Schlachthofs befand. Neben der eigentlichen Schleifenfahrt konnten die Züge auch durch die Schleife von und nach Lichtenberg fahren. Am 2. Mai 1934 wurde mit der 65 die letzte Linie aus der Schleife herausgenommen. Danach bestand sie noch zum Ende des Zweiten Weltkrieges weiter. | |
| 26   | Kreuzberg (Friedrichshain-Kreuzberg)        | Askanischer Platz | P   | ↺    | 1        | 12. Aug. 1917     | 1. März 1961       | Die Wendeschleife auf der nördlichen Freifläche des Askanischen Platzes wurde für die Einführung der kurzzeitig bestehenden Linie 101 eingerichtet, die das Angebot auf dem Stadtring (Linie 1) zwischen Anhalter und Stettiner Bahnhof verdichten sollte. Sie konnte planmäßig nur von der Stresemannstraße aus Richtung Potsdamer Platz befahren werden. Die Schleife wurde zuletzt von der Linie 76 planmäßig genutzt, deren Verlauf wegen der Netztrennung geändert werden musste. Bis etwa 1960 diente die Schleife noch als Betriebsstrecke, eine Nutzung durch Linienzüge erfolgte jedoch wegen der Unterbrechung der nördlichen Stresemannstraße nicht mehr. | Triebwagen (TF 13/25) auf der Linie 23 am Askanischen Platz, 1929 |
| 27   | Kreuzberg (Friedrichshain-Kreuzberg)        | Mehringplatz | P   | ↺    | 3        | 1875              | 2. Mai 1965        | Das Rondell am Mehringplatz stellt wohl die älteste Anlage einer Platzumfahrung in Berlin dar. Der Kreisverkehr ging 1875 anlässlich der Streckeneröffnung zwischen Hallesches Tor und Dönhoffplatz in Betrieb. 1876–1916 bestand eine weitere nördliche Zufahrt in die Friedrichstraße. Der Platz diente mangels Überholgleise lange Zeit nicht als reguläre Endstelle. 1936 ließ die BVG auf der Ost- und Westseite des Platzes je ein Aufstellgleis mit Haltestelleninsel bauen. Nach dem Zweiten Weltkrieg war der Platz lange Zeit Ausgangspunkt der 90er Linien in den Bezirk Tempelhof. | Zug aus Tw 6015 (T 24/55) und Bw 590 (B 25) auf der Linie 98 bei der Durchfahrt der Schleife Mehringplatz (Ein- und Ausfahrt), Bildmontage 1960 |
| 28   | Kreuzberg (Friedrichshain-Kreuzberg)        | Moritzplatz → Oranienstraße → Prinzessinnenstraße → Kösterdamm → Ritterstraße → Prinzenstraße | B   | ↻    | 2        | 25. Aug. 1931     | Apr. 1945          | Bevor die Blockumfahrung in Betrieb ging, befand sich in der Prinzessinnenstraße eine Kuppelendstelle der GBS. Die Ritterstraße wies bis April 1928 Linienverkehr auf. Beide Abschnitte wurden durch einen kurzen Neubauabschnitt durch das Luisenufer, wo auch die Aufstellung erfolgte, miteinander verbunden. Nach 1941 fand kein Linienverkehr mehr durch die Schleife statt, vermutlich wurde die Umfahrung nach Kriegsende stillgelegt. | Segitzdamm (ehem. Luisenufer), im Straßenpflaster ist der ehemalige Gleisverlauf noch erkennbar, 2008 |
| 29   | Kreuzberg (Friedrichshain-Kreuzberg)        | Oranienplatz → Oranienstraße → Moritzplatz → Prinzenstraße → Dresdener Straße | B   | ↻    | 2        | nach 1935         | nach 16. Juni 1944 | Ähnlich wie die benachbarte Blockumfahrung am Moritzplatz entstand die Blockschleife am Oranienplatz unter Verwendung von bereits aufgegebenen Streckenabschnitten. Die Dresdener Straße wies zwischen Prinzenstraße und Oranienplatz nach September 1923 keinen Linienverkehr mehr auf. Nach Einbau einer Südostkurve an der Kreuzung Prinzen- Ecke Dresdener Straße war die Schleifenfahrt hergestellt. Belegt ist unter anderem eine kurzzeitige Nutzung durch die Linie 147 nach Schönefeld zwischen Mai und Juni 1944. Über eine weitere Verwendung nach dieser Zeit liegen keine Informationen vor. | U-Bahn-Bau am Oranienplatz mit Blick in die Dresdener Straße Richtung Mitte, 1915. In dem gezeigten Abschnitt befand sich 30 Jahre später die Blockumfahrung. |
| 30   | Kreuzberg (Friedrichshain-Kreuzberg)        | Schlesisches Tor | P   | ↺    | 2        | vor 22. Apr. 1932 | 3. Sep. 1951       | Vor der Einrichtung der Schleifenfahrt um das Empfangsgebäudes des Hochbahnhofs Schlesisches Tor konnten die Züge beider Richtungen das Gebäude zu beiden Seiten passieren, da auf der westlich abgehenden Gitschiner Straße kein Richtungsverkehr herrschte. Die zunächst von E-Linien genutzte Schleife wurde ab 1937 auch von Tourenwagen befahren. Die Stilllegung erfolgte wegen der nicht mehr gegebenen Betriebssicherheit der Gleise. | |
| 31   | Kreuzberg (Friedrichshain-Kreuzberg)        | Görlitzer Bahnhof Spreewaldplatz | P   | ↺    | 2        | 1. Dez. 1900      | 1. Okt. 1964       | Mit insgesamt vier Gleisen gehörte die Wendeschleife vor dem Görlitzer Bahnhof zu den großzügigsten Anlagen ihrer Art, wobei die Schleifenfahrt von Nordwesten kommend nur gegen den Uhrzeigersinn erfolgte. Zusätzlich konnten Züge von und nach dem Schlesischen Tor über den Bahnhofsvorplatz fahren. Bis spätestens 1929 wurde die Verbindung zur Skalitzer Straße ausgebaut und die Schleife zusätzlich Richtung Südosten angebunden. Nach der Stilllegung der Straßenbahn in der nordwestlichen Wiener Straße 1961 verblieb die Schleife mit zwei Gleisen bis zu ihrer Aufgabe drei Jahre später. | Tw 5701 (T 24/55) mit Bw (B 24) auf der Linie 26 an der Endhaltestelle Wiener Straße / Spreewaldplatz, 1963 |
| 32   | Prenzlauer Berg (Pankow)                    | Björnsonstraße | W   | ↺    | 2        | 17. März 1962     | in Betrieb         | Anfang der 1950er Jahre ging in der nahe der Sektorengrenze gelegenen Björnstraße eine einfache Kuppelendstelle in Betrieb. Ab 16. Januar 1953 diente diese als Endstelle für die aus dem Wedding zurückgezogene Linie 3 (heute M13). 1962 folgte der Bau einer nördlich anschließenden Wendeschleife. Diese liegt, ähnlich wie die Schleife Am Steinberg zwischen Kleingärten, namentlich hier die KGA Bornholm II. | Blick von der Aufstellgruppe in die Gleisschleife Bjornsonstraße, 2022 |
| 33   | Prenzlauer Berg (Pankow)                    | Eberswalder Straße | W   | ↺    | 2        | 21. Apr. 1963     | in Betrieb         | Die anfangs dreigleisige Gleisschleife an der Haltestelle Eberswalder Straße, heute Friedrich-Ludwig-Jahn-Sportpark, entstand in direkter Nähe zur Berliner Mauer, was wie an vielen Stellen in der Netzspaltung 1953 begründet liegt. Bis 1964 befand sich auf der westlichen Seite der Grenze die Haltestelle Bernauer Straße / Wolliner Straße der Linie 2 und (bis 1961) 25. Die grenzüberschreitenden Schienenstränge befanden sich bis nach dem Mauerfall noch im Straßenbelag. Nach der Verlängerung der Linie M10 zum Nordbahnhof wurde die Schleife zunächst auf ein Gleis zurückgebaut, später wurde ein zweites Aufstellgleis reaktiviert. | Blick von der Bernauer Straße über die Mauer auf die Eberswalder Straße und die Straßenbahnwendeschleife, um 1970 |
| 34   | Prenzlauer Berg (Pankow)                    | Danziger Straße → Hans-Otto-Straße → John-Schehr-Straße → Kniprodestraße | B   | ↻    | 2        | 25. Juli 1973     | in Betrieb         | Bis zur Inbetriebnahme der Schleife kehrten die Züge in der Kniprodestraße, wo sich auch die Zufahrt zu einem Gleislager befindet. | Triebwagen 8009 (F8E) auf der Linie M4 in der John-Schehr-Straße, 2012 |
| 35   | Prenzlauer Berg (Pankow)                    | Kastanienallee → Schönhauser Allee | B   | ↺    | 1        | um 1900           | Sep. 1976          | Die bereits zu Zeiten der GBS existente Schleife führte von der Kreuzung am U-Bahnhof Eberswalder Straße über die Kastanienallee und deren stadtauswärts führende Verbindung zur Schönhauser Allee und kreuzte dabei die stadteinwärts führende Fahrbahn und den Hochbahnviadukt. Zuletzt benutzte von 1966 bis 1968 die Linie 22 von Rosenthal Nord kommend planmäßig die Schleife, danach bis März 1975 noch in den Schwachverkehrszeiten. Die Stilllegung erfolgte später aufgrund des stetig steigenden Kfz-Verkehrs auf der Schönhauser Allee. Da die Züge unterhalb des Hochbahnviadukts Aufstellung nahmen, blockierten wiederholt die Beiwagen die stadteinwärts führende Fahrbahn. | Blick auf den Hochbahnviadukt und den U-Bahnhof Dimitroffstrase, im Vordergrund ist das zum Aufnahmezeitpunkt bereits stillgelegte Gleis der Wendeschleife zu erkennen, 1989 |
| 36   | Weißensee (Pankow)                          | Hansastraße | W   | ↺    | 1        | 1. Juli 1966      | in Betrieb         | Die bis 2008 und seit 2024 mit zwei Gleisen ausgestattete Schleife befindet sich nordwestlich der Kreuzung Hansastraße Ecke Buschallee. Bis 2003 war sie zuletzt Endpunkt der Linie 24 nach Wedding, seitdem wird sie nur noch außerplanmäßig bedient. | Wendeschleife Hansastraße, 2022 |
| 37   | Weißensee (Pankow)                          | Pasedagplatz | P   | ↺    | 2        | 24. Dez. 1956     | in Betrieb         | Die Schleife Pasedagplatz umschließt den gleichnamigen Platz nördlich der Rennbahnstraße. Seit 1902 befand sich in der Rennbahnstraße eine Kuppelendstelle, 1914–1945 bestand eine weitere Verbindung durch die südlich abgehende Schönstraße. | Tatra-Zug (KT4Dt) der Linie 2 und Niederflurtriebwagen (GT6N) der Linie 18 am Pasedagplatz, 2004 |
| 38   | Weißensee (Pankow)                          | Schloß Weißensee Berliner Allee | W   | ⤹⤸   | 3        | um 1904           | 15. Aug. 1938      | Das namensgebende Schloss Weißensee war um die Jahrhundertwende ein beliebtes Vergnügungsetablissement, die vor dem Gebäude gelegene, nördlich der Berliner Allee gelegene Schleife war zeitweise Endpunkt mehrerer Linien gewesen. Auch nach der Schließung der Einrichtung infolge eines Brandes 1919 blieb die Schleife zunächst weiter bestehen. Während die Schleife anfänglich gegen den Uhrzeigersinn befahren wurde, änderte sich vermutlich in den 1920er Jahren die Durchfahrrichtung. Nach der Inbetriebnahme der Strecke zur Buschallee konnte die Schleife aufgegeben werden. | Maximumtriebwagen 2793 (Maximum 27) der Großen Berliner Straßenbahn auf der Linie 61 am Schloß Weißensee, vor 1920 |
| 39   | Heinersdorf (Pankow)                        | Am Steinberg | W   | ↺    | 2        | 6. Sep. 1965      | in Betrieb         | Die Gleisschleife Am Steinberg ist Endpunkt der Verstärkerfahrten auf der Linie M2. Die Wendeschleife selbst ist eingleisig inmitten der Kleingartenanlage Am Steinberg gelegen. Die Aufstellung der Züge erfolgt auf einem dritten Gleis im Mittelstreifen der Tino-Schwierzina-Straße. | Zwei Flexity-Triebwagen (F8Z) an Gleisschleife Am Steinberg, der rechte Triebwagen kommt von Heinersdorf, 2022 |
| 40   | Heinersdorf (Pankow)                        | Heinersdorf Romain-Rolland-Straße | W   | ↺    | 1        | 8. Dez. 1969      | in Betrieb         | In Heinersdorf befand sich – mit Ausnahme der beiden von der Linie 84 bedienten Endstellen – eine der letzten Kuppelendstellen Berlins, weshalb auf der hier endenden Linie 71 (heute M2) lange Zeit noch Maximumtriebwagen fuhren. Als im September 1969 die Umstellung auf Einrichtungs-Rekowagen anstand, war die Schleife noch nicht fertig, weshalb die Tourenwagen der 71 zur Haltestelle Am Steinberg zurückgezogen werden mussten. Den Abschnitt nach Heinersdorf übernahm bis Dezember eine mit Altbautriebwagen bediente Einsetzlinie 71E. Die Pläne für eine Straßenbahnstrecke von Heinersdorf nach Blankenburg sehen die Begradigung der Strecke durch den Heinersdorfer Dorfkern und damit verbunden die Aufgabe der Schleife vor. | Flexity-Triebwagen 9029 (F8Z) auf der Linie M2 an der Haltestelle Heinersdorf, 2022 |
| 41   | Blankenfelde (Pankow)                       | Guyotstraße | W   | ↺    | 2        | 29. Sep. 2000     | in Betrieb         | Die Wendeschleife Guyotstraße liegt am westlichen Rand des Neubaugebiets Buchholz-West. Obwohl die Endhaltestelle mit Französisch Buchholz angegeben wird, liegt die Schleife selbst bereits in Blankenfelde. | Gleisschleife Guyotstraße, 2010 |
| 42   | Französisch Buchholz (Pankow)               | Buchholz Kirche Parkstraße → Elfenallee → Gravensteinstraße → Hauptstraße | B   | ↺    | 2        | 17. Nov. 1958     | 10. Juli 2000      | Die Endhaltestelle an der Buchholzer Kirche entwickelte sich aus einer Kuppelendstelle der vormaligen Buchholzer Pferdebahn, die 1931 zum Wendedreieck ausgebaut wurde. Ausgehend von dessen Stumpfgleisen wurde die Blockumfahrung durch die Parkstraße, Elfenallee und Gravensteinstraße realisiert. In der Feuerwache Gravensteinstraße befand sich vor 1920 eine Wagenhalle der BESTAG. Die Blockumfahrung wurde mit der Verlängerung zur Guyotstraße stillgelegt. | Gleisschleife Buchholz Kirche, 1991 |
| 43   | Niederschönhausen (Pankow)                  | Blankenburger Straße → Idastraße → Wackenbergstraße → Herthaplatz → Buchholzer Straße | B   | ↺    | 1        | 24. Okt. 1908     | 1. Apr. 1966       | Die Blockumfahrung entlang der Idastraße war in ihrer ursprünglichen Nutzung nur teilweise als solche vorgesehen, die Schleifenfahrt war vielmehr den engen Straßen geschuldet, in denen keine Ausweichmöglichkeiten bestanden. Regulär befand sich die Endhaltestelle des Streckenabschnitts in der Blankenburger Straße Ecke Lindenberger Straße, wobei ankommende Züge über die Blankenburger Straße, abgehende über die Idastraße fuhren. Bei größeren Verspätungen wurde auf das Umsetzen in der Blankenburger Straße verzichtet und die Züge fuhren die Schleife auf direktem Wege durch. Zwischen 1931 und 1936 war die Schleife ohne regulären Linienverkehr, die Kuppelendstelle in der Blankenburger Straße wurde in dieser Zeit aufgegeben und die Schleifenfahrt dauerhaft etabliert. Nach dem Zweiten Weltkrieg ruhte der Verkehr erneut bis 1951, bevor die Linie 46E hier mit Unterbrechungen bis zur Stilllegung 1966 verkehrte. | Tw 3539 (TM 36) auf der Linie 46E in der Idastraße, 1965 |
| 44   | Niederschönhausen (Pankow)                  | Ossietzkyplatz | P   | ↺    | 2        | um 1900           | um 1960            | Der Ossietzkyplatz bildet das Zentrum Niederschönhausens. Nach der Elektrifizierung der 1891 eröffneten Pferdebahn durch die Schloßstraße und der Inbetriebnahme des Straßenbahnhofs III in Nordend war der Platz Endpunkt mehrerer Linien geworden, weshalb um die Jahrhundertwende die Schleifenfahrt um den Platz angelegt wurde. Bis 1915 kamen weitere anschließende Strecken zur Idastraße und nach Schönholz hinzu. Die Schleife wurde regulär gegen den Uhrzeigersinn befahren. Bis spätestens 1935 bestand ein Nebengleis, das die Durchfahrt in der Gegenrichtung erlaubte, es diente vorrangig zum Abstellen von Wagen. Eine Nutzung als reguläre Endstelle ist für diesen Zeitraum nach 1936 nicht bekannt. Die Gleisanlage war 1951 noch vorhanden und wurde vermutlich um 1960 stillgelegt. | |
| 45   | Niederschönhausen (Pankow)                  | Pastor-Niemöller-Platz | P   | ↺    | 1        | 1905              | um 1935            | Der Bismarckplatz war ab 1905 Endpunkt einer Linie der BESTAG und vermittelte gleichzeitig den Übergang von der zweigleisigen Lindenstraße zum eingleisigen Kaiserweg. In der Bismarckstraße befand sich zudem ein Aufstellgleis. Die seit 1913 kreuzenden Gleise der GBS durch die Bismarckstraße hatten vor 1920 keine Verbindung zum BESTAG-Netz. Die Schleife wurde vermutlich in den 1930er Jahren durch eine Gleiskreuzung ersetzt. | |
| 46   | Niederschönhausen (Pankow)                  | Schillerstraße | W   | ↺    | 1        | 14. Jan. 1960     | in Betrieb         | Die Gleisschleife Schillerstraße befindet sich am Ostrand der Ortslage Nordend, umgeben von Kleingartenanlagen. Von 1982 bis 1990 befand sich an der Schleife ein Gleisanschluss zu einem Außenwerk des VEB TRO, von dem aus im besagten Zeitraum Güterverkehre per Straßenbahn zum Hauptwerk in Oberschöneweide durchgeführt wurden. | Gotha-Beiwagen 1805 (BF 59) in der Gleisschleife Schillerstraße, 1965 |
| 47   | Rosenthal (Pankow)                          | Rosenthal Nord Quickborner Straße | W   | ↺    | 1        | 15. Dez. 1960     | in Betrieb         | Die im Herbst 1960 angelegte und im Dezember in Betrieb genommene Gleisschleife in Rosenthal befand sich in unmittelbarer Grenznähe zum West-Berliner Bezirk Reinickendorf. Nach dem Mauerbau waren die Fahrgäste dazu angehalten, an der vorgelegenen Haltestelle Rosenthal, Hauptstraße auszusteigen, von wo aus die Züge dann leer bis zur Endhaltestelle und durch die Schleife fuhren. | Reko-Zug (TE/BE) auf der Linie 22 in der Gleisschleife Quickborner Straße, 1990 |
| 48   | Charlottenburg (Charlottenburg-Wilmersdorf) | Breitscheidplatz | P   | ↺    | 2        | 17. Juni 1927     | 1. Apr. 1959       | Bis zur Inbetriebnahme der Schleifenfahrt um die Kaiser-Wilhelm-Gedächtniskirche passierten die Züge in beiden Fahrtrichtungen das Kirchengebäude an seiner Nord-, Ost- und Südseite. Da die Verbindung von der Tauentzienstraße zum Kurfürstendamm über Vorsortiergleise separat geführt wurde, war eine Schleifenfahrt stets nur von der Tauentzienstraße beziehungsweise Hardenbergstraße aus möglich. Nach dem Umbau des Platzes 1959 wurde die Umfahrung aufgegeben und als Ersatz die Wendeschleife am Savignyplatz hergestellt. | Luftaufnahme des Breitscheidplatzes, die Strecke über den Kurfürstendamm ist noch in Betrieb, 1954 |
| 49   | Charlottenburg (Charlottenburg-Wilmersdorf) | Schustehrusstraße → Richard-Wagner-Platz → Otto-Suhr-Allee → Wilmersdorfer Straße | B   | ↺    | 1        | 1. Nov. 1941      | 4. Juni 1963       | Westlich des Richard-Wagner-Platzes gelegen, konnte die Schleife von Süden aus der Wilmersdorfer Straße und von Nordwesten aus der Berliner Straßen angefahren werden. Die Schustehrusstraße wies zu Zeiten der GBS Straßenbahnverkehr auf, die Gleise führten zu dieser Zeit aber nach Südosten Richtung Berlin. Während des Zweiten Weltkrieges endete hier kurzzeitig vormals als Nordring verkehrende Linie 8. Nach dem Krieg war der Platz lange Zeit Endpunkt der nach Spandau verkehren Linien 53 und 54, die im Mai 1967 als vorletzte in West-Berlin eingestellt wurden. In den letzten vier Jahren vor der Einstellung verlegte die BVG-West die Endhaltestelle in die nahegelegene Wintersteinstraße nördlich des Platzes, wo sich seit der Jahrhundertwende zusätzlich eine Kuppelendstelle befand. | |
| 50   | Charlottenburg (Charlottenburg-Wilmersdorf) | Savignyplatz | P   | ↺    | 1        | 1. Nov. 1958      | 24. Jan. 1966      | Die im Herbst 1958 eingerichtete Gleisschleife Savignyplatz wurde ab dem 1. April 1959 planmäßig von den Zügen der Linie 75E genutzt, nachdem die Platzumfahrung am Breitscheidplatz stillgelegt und eine neue Kehrmöglichkeit für die beiden Großraumzüge des Typs TED 52/BED 52 benötigt wurde. Hierfür wurde die teilweise noch vorhandene Gleistrasse der 1931 zuletzt befahrenen nördlichen Platzumfahrung reaktiviert und zu einer Wendeschleife ausgebaut. Mit der Einstellung der Linie 75 wurde die Schleife auch aufgegeben. | Zug der Linie 75E am Savignyplatz, 1962 |
| 51   | Wilmersdorf (Charlottenburg-Wilmersdorf)    | Bundesplatz | P   | ↺    | 1        | 1. Sep. 1905      | vor 3. Mai 1963    | Am 1. September 1905 erreichte die von Lichtenberg kommende Linie 66 den Kaiserplatz. Die Aufstellung der Wagen erfolgte zwischen den beiden Richtungsgleisen der Kaiserallee, was die Zuglänge begrenzte. Nach 1931 endeten hier keine regulären Linien mehr, die Gleisverbindung bestand dennoch für Betriebsfahrten weiter. | Platzumfahrung am Kaiserplatz in Wilmersdorf, 1912 |
| 52   | Wilmersdorf (Charlottenburg-Wilmersdorf)    | Prager Platz | P   | ↺    | 1        | 1. Dez. 1902      | um 1928            | Seit 1902 war der Prager Platz an das Straßenbahnnetz angeschlossen, 1906 folgte die Kuppelendstelle in der südlich abgehenden Prinzregentenstraße, wo die hier regulär endenden Züge kehrten. Die Platzumfahrung, welche über keine eigenen Aufstellgleise verfügte, wurde daher nur von E-Wagen komplett durchfahren. In den 1920er Jahren wurde die Platzumfahrung zugunsten einer direkten Gleisführung über den Platz aufgegeben. | Platzumfahrung Prager Platz mit Blick in die Aschaffenburger Straße (li.) und Prinzregentenstraße (re.). In der Prinzregentenstraße kehrt ein Zug der Linie 62, die Platzumfahrung wurde nur von Einsetzzügen befahren, um 1908 |
| 53   | Wilmersdorf (Charlottenburg-Wilmersdorf)    | Berliner Straße → Blissestraße → Wilhelmsaue → Uhlandstraße | B   | ⤹⤸   | 2        | 1. Dez. 1902      | 1958               | Bereits seit 1888 fuhren die Züge des Berliner Dampfstraßenbahn-Konsortiums (ab 1898: Westliche Berliner Vorortbahn) durch die Wilmersdorfer Aue, zunächst entlang der gesamten Straße. Ab 1892 befand sich hier zusätzlich die Endhaltestelle einer aus der Uhlandstraße kommenden Pferdebahnlinie. 1901 wurde der Abschnitt östlich der Uhlandstraße stillgelegt und die Züge über die Berliner Straße und Augustastraße geleitet, sodass sich zusammen mit der Wilhelmsaue und Uhlandstraße eine Blockschleife ergab. Neben den Zügen der Westlichen Berliner Vorortbahn endeten auch Linien der Berlin-Charlottenburger Straßenbahn und Großen Berliner Straßenbahn an der Wilhelmsaue, wobei nicht alle Linien die Schleife komplett durchfuhren. Nach dem Zweiten Weltkrieg endeten vor Ort nur noch einige E-Wagen, die Schleifenfahrt wurde 1958 durch den Gleisabbau zwischen Uhlandstraße und Berliner Straße unterbrochen, sodass nur noch die Zufahrt aus der Blissestraße als Kuppelendstelle bestand. Diese wurde im November 1963 aufgegeben. | |
| 54   | Grunewald (Charlottenburg-Wilmersdorf)      | Roseneck | P   | ⤹⤸   | 2        | um 1912           | 27. Aug. 1954      | Am Roseneck trafen sich drei Strecken, von Norden aus der Teplitzer Straße, von Osten aus der Hundekehlestraße und von Westen aus der Hagenstraße. Der von ihnen gebildete Platz wurde von den drei Strecken tangiert. Zusätzlich kreuze eine weitere Strecke entlang des Hohenzollerndamms. Die ältere Schleife befand sich von der Teplitzer Straße kommend auf der Innenseite, sodass die tangierenden Züge nicht behindert wurden. Bis 1929 ließ die Berliner Straßenbahn-Betriebsgesellschaft eine zweite Außenschleife von der Hundekehlestraße kommend anlegen, anschließend wurde die Direktverbindung zwischen Hundekehle- und Hagenstraße entfernt. Im ersten Halbjahr 1954 bestanden noch Pläne für einen Neubau der Schleife auf dem Platz S, die nach der Stilllegung der Straßenbahnen auf dem Kurfürstendamm und in Grunewald Makulatur wurden. Am 1. Juli 1954 nahm die BVG die Straßenbahn aus der Teplitzer und Hagenstraße heraus, anstelle der noch genutzten Außenschleife ging bis zum 27. August 1954 eine Kuppelendstelle in der Hundekehlestraße in Betrieb, anschließend wurde der Platz autogerecht umgebaut. | |
| 55   | Westend (Charlottenburg-Wilmersdorf)        | Scholzplatz | P   | ↺    | 1        | nach 1918         | um 1930            | Die Schleife auf dem alten, 1930 eingeebneten Scholzplatz bestand offensichtlich nur wenige Jahre. 1918 bestand eine Gleisführung um die Platzfläche ohne Wendemöglichkeit, Linienzüge befuhren diesen Abschnitt erst ab 1925. Auf einem Gleisplan von 1929 ist die Wendemöglichkeit aus Richtung Neuer Kantstraße eingezeichnet, kurz darauf wurde der Platz für die Erweiterung des Messegeländes eingeebnet. Anstelle der Schleife entstand in der Masurenallee eine großzügige, dreigleisige Rangieranlage. | |
| 56   | Westend (Charlottenburg-Wilmersdorf)        | Stadionschleife Heerstraße ↔ Passenheimer Straße ↔ Stadionallee ↔ Reichssportfeldstraße | B   | ⤹⤸   | 3        | 12. Apr. 1927     | 24. Jan. 1966      | Die sogenannte Stadionschleife zum Grunewaldstadion beziehungsweise ab 1936 zum Olympiastadion entstand im Zusammenhang mit dem Streckenneubau vom Bahnhof Heerstraße nach Pichelsdorf. Die durchgehend doppelgleisig angelegte Schleife wurde für gewöhnlich nur während der Großveranstaltungen genutzt. Sie war von Osten aus in beiden Richtungen befahrbar. Von Westen her erfolgte die Zufahrt her über die Rominter Allee, eine Schleifenfahrt war hier zunächst nicht möglich. Am 15. April 1928 kam es an der östlichen Ausfahrt Rennbahnstrecke Ecke Heerstraße zu einem Unglück mit fünf Toten und mehreren Schwerverletzten, als ein überfüllter Dreiwagenzug die Gefällestrecke in der Rennbahnstraße mit großer Geschwindigkeit passierte und im anschließenden Bogen Richtung Heerstraße entgleiste. Ein längerer dreigleisiger Abschnitt in der Stadionallee diente als Aufstell- beziehungsweise Kehranlage, dieser wurde im Vorfeld der Olympischen Spiele verlängert. Die größte Belastung der Schleife erfolgte während der Olympischen Spiele 1936, als die BVG eigens hierfür drei Sonderlinien zum Reichssportfeld einrichtete. 1947 ließ die BVG die Gleise in der Reichssportfeldstraße (und vermutlich auch Stadionallee) für die Verwendung an anderer Stelle ausbauen. Die Gleise in der Passenheimer Straße verblieben und wurden zur Aufstellung genutzt. Da sich die Unzulänglichkeit dieser Anlage bei Veranstaltungen zeigte, ließ die BVG im Frühjahr 1950 die Gleise in der Stadionallee wieder einbauen, spätestens ab Herbst 1953 war die Schleife wieder vollständig befahrbar. Bis zur Stilllegung 1966 nutzte die BVG die Schleife für verschiedene Veranstaltungsverkehre, darunter ab 1963 die Bundesligaspiele von Hertha BSC. | Blick von der Heerstraße in die Flatowallee, 2010. Der als Parkplatz genutzte Mittelstreifen diente bis 1966 als Straßenbahntrasse. Gut erkennbar ist auch die Steigung bis zum Olympiastadion. |
| 57   | Westend (Charlottenburg-Wilmersdorf)        | Theodor-Heuss-Platz | P   | ↺    | 1        | vor 27. Mai 1928  | 31. Juli 1939      | Die ursprüngliche Gleisführung über den Theodor-Heuss-Platz führte aus allen zulaufenden Straßen über die nördliche Platzfläche, wo sich eine Haltestelle mit direktem Zugang zum darunter liegenden U-Bahnhof befand. Vermutlich mit der Inbetriebnahme der Strecke entlang der Heerstraße nach Spandau, spätestens aber mit Inbetriebnahme der Kuppelendstelle in der Reichsstraße ging die zusätzliche Südumfahrung in Betrieb, die alle Züge nach der Masurenallee nehmen mussten. Zusätzlich konnten Züge von Westen aus der Heerstraße kommend über die Südumfahrung wenden. Mit der Stilllegung der Kuppelendstelle in der Reichsstraße ging auch die Südumfahrung außer Betrieb, die Gleise wurden bis 1947 abgebaut. | Situationsplan des Reichskanzlerplatzes mit der kurzzeitig bestehenden Südumfahrung |
| 58   | Spandau (Spandau)                           | Bahnhof Spandau Freiheit | W   | ↺    | 2        | 10. Nov. 1909     | 2. Mai 1967        | Um die Leistungsfähigkeit der zentralen Haltestelle im Spandauer Straßenbahnnetz zu steigern, wurde die alte Kuppelendstelle vor dem Spandauer Bahnhof durch eine zweigleisige Wendeschleife ersetzt. Diese blieb auch nach dem Anschluss an das Berliner Straßenbahnnetz für E-Wagen erhalten. | Gleisschleife am Bahnhof Spandau, um 1910 |
| 59   | Siemensstadt (Spandau)                      | Gartenfeld Gartenfelder Straße | W   | ↺    | 1        | um 1926           | 1. Okt. 1960       | Seit 1912 war das Siemens-Kabelwerk in Gartenfeld an das Straßenbahnnetz angeschlossen. Die ursprüngliche Kuppelendstelle wurde vermutlich Mitte der 1920er Jahre, spätestens jedoch 1932 um eine Wendeschleife ersetzt. Da diese nur eingleisig ausgeführt war, nutzten diese vor allem die E-Wagen mit kurzer Haltezeit, während Züge mit langer Haltezeit weiterhin über die Kuppelendstelle rangierten. Auf dem Gelände entstand nach der Stilllegung der Straßenbahn eine Wendeschleife für den Omnibus. | |
| 60   | Siemensstadt (Spandau)                      | Grenzstraße | W   | ↺    | 1        | 1929              | 1. Dez. 1954       | Zur Entlastung der großzügigen Kuppelendstelle für dem Siemens-Verwaltungsgebäude und -Schaltwerk in der Nonnendammallee ging 1929 auf dem Gelände des Betriebshofs Grenzstraße diese Wendeschleife in Betrieb. Nach dem Zweiten Weltkrieg hatte zuletzt die Linie 35 aus Wilhelmsruh hier ihren Endpunkt. 1954 ging die Schleife anlässlich der Verbreiterung der Nonnendammallee außer Betrieb, die Züge der Linie 35 wendeten fortan bis zu ihrer Einstellung 1960 vor dem Schaltwerk. | |
| 61   | Siemensstadt (Spandau)                      | Siemensstadt Verwaltungsgebäude Nonnendammallee | W   | ↺    | 1        | 9. Juni 1914      | 1923               | Westlich der 1914 eröffneten Strecke vom Ringbahnhof Jungfernheide zum Siemens-Verwaltungsgebäude schloss sich auf einer Freifläche die eingleisige Kehrschleife an. Diese wurde vorwiegend im Berufsverkehr durchfahren, während in den ruhigeren Verkehrszeiten die Züge über die vorgelegene Weichenverbindung kehrten. Nach der dauerhaften Verknüpfung der von Jungfernheide und Spandau kommenden Strecken wurde die Schleife durch eine mehrgleisige Kehranlage vor dem Verwaltungsgebäude ersetzt. 1929 ging unweit des Standorts am Betriebshof Grenzstraße eine neue Schleife in Betrieb. | |
| 62   | Hakenfelde (Spandau)                        | Hakenfelde Eschenweg | W   | ↺    | 2        | 15. Nov. 1928     | 2. Okt. 1967       | Die Gleisschleife ging anlässlich der Verlängerung zum Rand der Waldsiedlung Hakenfelde in Betrieb. Es handelt sich um die letzte bei der Straßenbahn in West-Berlin befahrene Schleife. | Tw 6204 (TEM 26) mit Bw 868 (BM 28/35) auf der Linie 75E in der Wendeschleife Hakenfelde, 1962 |
| 63   | Hakenfelde (Spandau)                        | Johannesstift Schönwalder Allee | W   | ↺    | 2        | 1942              | 2. Mai 1967        | Die Gleisschleife Johannesstift ersetzte eine seit 1908 bestehende Kuppelendstelle. 1923–1952 befand sich hier ein Übergabegleis zum Bahnhof Johannesstift der Osthavelländischen Eisenbahn, das bis 1945 von der Linie 120 genutzt wurde. | Tw 3468 und 3469 (beide TM 36) auf der Linie 76 in der Wendeschleife Johannesstift, 1962 |
| 64   | Wilhelmstadt (Spandau)                      | Alt-Pichelsdorf → Heerstraße | B   | ↺    | 2        | um 1926           | 24. Jan. 1966      | In Alt-Pichelsdorf befand sich seit 1894 eine Kuppelendstelle der Spandauer Straßenbahn, die um 1926 über die Heerstraße zur Blockumfahrung erweitert wurde. Am 12. April 1927 ging die entlang der Heerstraße verlaufende Strecke Richtung Charlottenburg in Betrieb, die gleichermaßen an die Schleife angebunden wurde. | Pflastermarkierung in der Straße Alt-Pichelsdorf, 2018 |
| 65   | Wilhelmstadt (Spandau)                      | Ruhleben Charlottenburger Chaussee | W   | ↺    | 3        | um 1917           | um 1955            | Die aus Richtung Osten befahrbare Schleife Ruhleben lag westlich der Kreuzung mit der Spandauer Vorortbahn und diente hauptsächlich der Anbindung der Neuen Artilleriewerkstatt. Entsprechend der kriegsbedingt starken Belegschaft war die Schleife mit drei Aufstellgleisen versehen worden. Obwohl die meisten Spandauer Rüstungsbetriebe nach 1919 vertragsbedingt aufgegeben wurden, blieb die Schleife für Einsetzer noch bis mindestens Mitte der 1950er Jahre in Betrieb. | |
| 66   | Lichterfelde (Steglitz-Zehlendorf)          | Bahnhof Lichterfelde West Karlplatz → Ringstraße → Drakestraße → Curtiusstraße → Baseler Straße | B   | ↺    | 2        | 1. Mai 1943       | nach 9. Mai 1944   | Über diese Blockumfahrung, deren Endhaltestelle sich in der Nähe des S-Bahnhofs Lichterfelde West befand, ist nur wenig bekannt. Sie diente ab 1943 als Wendeschleife für einzelne Fahrten der Kriegslinie 377 zur Goerzallee, die ein Jahr nach ihrer Einrichtung zum Betriebshof Steglitz verlegt wurden. Nach 1944 erfolgte keine planmäßige Nutzung mehr, die Gleisanlagen waren 1951 aber noch vorhanden. | |
| 67   | Lichterfelde (Steglitz-Zehlendorf)          | Goerzallee | W   | ↺    | 4        | 1. Nov. 1938      | 2. Mai 1966        | Die Strecke zur Goerzallee diente der Anbindung des benachbarten Telefunkenwerks, das nach dem Zweiten Weltkrieg als Kaserne der in Berlin stationierten US-Truppen diente. Die anfänglich vier Aufstellgleise und eine Kuppelendstelle umfassende Anlage wurde nach 1945 auf zwei Gleise zurückgebaut. | Tw 3335 und 3325 (beide TM 33) auf der Linie 96 an der Endhaltestelle Goerzallee, 1963 |
| 68   | Lichterfelde (Steglitz-Zehlendorf)          | Händelplatz | P   | ↺    | 2        | 1927              | 2. Mai 1963        | Der Händelplatz war vor 1920 Treffpunkt der normal- und meterspurigen Linien der Teltower Kreisbahnen und der Westlichen Berliner Vorortbahn. Die Platzumfahrung wurde erst nach der Umspurung der meterspurigen Gleise angelegt. Neben der Schleifenfahrt aus Richtung Schloßstraße mussten Züge aus der Gélieustraße nach der Schloßstraße durch die Aufstellgleise fahren, so zuletzt die Linie 44. | Tw 3333 (TM 33) mit einem weiteren Triebwagen auf der Linie 77 in der Wendeschleife am Händelplatz, 1963 |
| 69   | Schöneberg (Tempelhof-Schöneberg)           | Hauptstraße ↔ Eisenacher Straße ↔ Belziger Straße ↔ Dominicusstraße (↔ Koburger Straße) | B   | ⤹⤸   | 2        | um 1899           | 1. Okt. 1962       | Die Blockschleife Belziger Straße bestand zunächst als innerbetriebliche Verbindung zwischen der Zufahrt zum Straßenbahnhof X (Schöneberg) und der Kuppelendstelle in der Eisenacher Straße. Die Schleife war zweigleisig angelegt, mit Ausnahme eines kurzen eingleisigen Stücks in Höhe des Betriebshofs. Ab dem 27. Mai 1948 befuhren die Züge der Linie 66, die zuvor stumpf in der Belziger Straße endeten, die Schleife von der Hauptstraße kommend über die Eisenacher Straße entgegen dem Uhrzeigersinn. Mit der Stilllegung der Gleise in der westlichen Dominicusstraße und Koburger Straße im Oktober 1962 fuhr die Linie 66 ab Belziger Straße weiter zum Wartburgplatz, in der Gegenrichtung ging es über denselben Weg zurück. Gleichzeitig wurde die Linie 2 durch die Belziger Straße geführt. Letztere wurde am 1. Juni 1964 eingestellt. Die Zufahrt zum Betriebshof Schöneberg blieb noch bis Mai 1965 als Betriebsstrecke bestehen. | Tw 3751 (T 33 U) mit Bw 1543 (BDM 26) auf der Linie 66 in der Belziger Straße, 1963 |
| 70   | Schöneberg (Tempelhof-Schöneberg)           | Nollendorfplatz | P   | ↺    | 2        | um 1899           | Okt. 1966          | Der Nollendorfplatz war ab den späten 1880er Jahren Treffpunkt zwischen den Linien der Großen Berliner Straßenbahn und des Berliner Dampfstraßenbahn-Konsortiums. Nachdem die „Große Berliner“ die Kontrolle über die Linien in den westlichen Vororten übernahm, konnten die Gleisanlagen zusammengefasst und ein Kreisverkehr als Platzumfahrung angelegt werden. 1902 musste der Kreisverkehr am Westende geöffnet werden, da aufgrund einer Rampe eine Durchfahrt unter dem Hochbahnviadukt nicht möglich war. Eine Schleifenfahrt war daher nur noch von der Kleiststraße aus möglich. Die Aufstellung erfolgte nach Durchfahrt auf der Nordfahrbahn der Kleiststraße. Nach der Einstellung des Linienverkehrs am 1. Oktober 1964 blieb die Schleife bis Oktober 1966 noch als Betriebsstrecke weiter bestehen. | Straßenbahnverkehr auf dem Nollendorfplatz, 1929. Eine Schleifenfahrt war wegen der Hochbahnrampe nur von der Kleiststraße (hinten rechts) kommend auf dem äußeren Gleis möglich. |
| 71   | Schöneberg (Tempelhof-Schöneberg)           | Viktoria-Luise-Platz | P   | ↺    | 1        | vor 16. Okt. 1900 | vor 1930           | Der Viktoria-Luise-Platz war nur kurzzeitig Endpunkt der GBS-Linien 51 und 57, die 1909 zum Prager Platz verlängert wurden. Die Platzumfahrung blieb danach wohl noch einige Zeit bestehen, ist aber auf den Gleisplänen nach 1929 nicht mehr dargestellt. Nach April 1945 wies der Platz keinen Straßenbahnverkehr mehr auf. | Viktoria-Luise-Platz, im Hintergrund befährt vor der Motzstraße ein Triebwagen die Schleife, um 1908 |
| 72   | Friedenau (Tempelhof-Schöneberg)            | Friedrich-Wilhelm-Platz | P   | ↺    | 1        | vor 19. Feb. 1909 | vor 3. Mai 1963    | Ähnlich wie auf dem weiter nördlich gelegenen Bundesplatz erfolgte die Platzumfahrung primär aus ästhetischen Gründen. Die Aufstellung der 1909 vom Kaiserplatz hierher verlängerten Linie 66 war hier ebenfalls zwischen beiden Streckengleisen. Aufgrund der sehr beengten Platzverhältnisse – es konnte nur ein Wagenzug (ca. 20 m) Aufstellung nehmen – diente die Schleife nach 1922 nicht mehr als Endstelle. Eine kurze Ausnahme bildete die 1941–1943 verkehrende Verstärkerlinie 277. Spätestens mit Einstellung des Straßenbahnverkehrs in der Bundesallee war die Schleife Geschichte. | |
| 73   | Tempelhof (Tempelhof-Schöneberg)            | Attilaplatz Friedrich-Karl-Straße → Manteuffelstraße → Attilastraße | P   | ↺    | 2        | 3. Juli 1937      | vor 2. Okt. 1961   | Die den Attilaplatz tangierenden Straßen waren bereits zuvor mit Gleisen versehen. Die Schleife war nur für Fahrten von Osten vorgesehen, die Aufstellung fand in dieser statt, durchgehende Züge konnten über das Gegengleis überholen. Über eine Nutzung nach 1938, als die hier endende Linie 73 zur Goerzallee verlängert wurde, liegen keine Information vor. Die nach dem Zweiten Weltkrieg zum Attilaplatz fahrende Linie 95 endete stumpf in der Friedrich-Karl-Straße, später in der Manteuffelstraße. | |
| 74   | Tempelhof (Tempelhof-Schöneberg)            | Bahnhof Tempelhof Tempelhofer Damm | W   | ↺    | 2        | Apr. 1944         | 1. Okt. 1961       | Vermutlich mit Inbetriebnahme der kurzzeitig bestehenden Linien 196 zur Goerzallee und 299 nach Lichtenrade ging im April 1944 die Wendeschleife nördlich des Ringbahnhofs Tempelhof in Betrieb. Aufgrund des Parallelverkehrs zur U-Bahn-Linie CII wurde die Strecke durch den Tempelhofer Damm nördlich der Schleife am 2. Mai 1961 stillgelegt, die Schleife selbst folgte ein halbes Jahr darauf mit der Einstellung der Linien 98 und 99 nach Marienfelde beziehungsweise Lichtenrade. | |
| 75   | Mariendorf (Tempelhof-Schöneberg)           | Daimlerstraße | W   | ↺    | 1        | 22. Aug. 1937     | 1. Juli 1966       | In Verlängerung der 1925 eröffneten Strecke zur Daimlerstraße wurde auf dem im Kreuzungsbereich Birnhornweg und Hollabergweg gebildeten Platz die eingleisige Schleife gebaut. Die Kuppelendstelle blieb zum Aufstellen von Wagen weiterhin bestehen, sodass ausfahrende Züge diese über das Gegengleis überholen konnten. Nach der Stilllegung der Strecke ließ die BVG die Durchfahrt zur Omnibus-Wendeschleife umbauen. Im Gegensatz zur Endhaltestelle, die in Marienfelde lag, befand sich der Großteil der Schleife in Mariendorf. | Wendeschleife Daimlerstraße/Birnhornweg, 2012. Nach der Stilllegung der Straßenbahn nutzt der Bus die Trasse. |
| 76   | Mariendorf (Tempelhof-Schöneberg)           | Lichtenrader Chaussee | W   | ↺    | 1        | 1906              | 1927               | Die Schleife in der Lichtenrader Chaussee befand sich an der südlichen Gemarkungsgrenze Mariendorfs in Höhe der Kreuzung Mariendorfer Damm Ecke Körtingstraße und Hundsteinweg. Das Gleis schwenkte zunächst an den rechten Straßenrand, querte in einem großen Bogen die Fahrbahn und lief anschließend auf der gegenüberliegenden Fahrbahnseite zurück. Innerhalb der Fahrbahn befanden sich zwei Stumpfgleise zum Aufstellen von Wagen. Die Schleife wurde nach der Inbetriebnahme der weiter südlich gelegenen Schleife Rennbahn Mariendorf aufgegeben. | |
| 77   | Mariendorf (Tempelhof-Schöneberg)           | Mariendorf Rennbahn Kruckenbergstraße | W   | ↺    | 2        | 7. Sep. 1927      | 1. Okt. 1961       | Als Ersatz für die beiderseits des Straßendamms gelegene Schleife Lichtenrader Chaussee ging 1927 nördlich der Trabrennbahn Mariendorf eine neue Schleife mit vorgelagertem doppelten Gleiswechsel in Betrieb. Der Verkehr zur Rennbahn konnte somit unabhängig vom Durchgangsverkehr nach Lichtenrade erfolgen. Während der Renntage setzte die BVG zusätzliche E-Wagen ab S+U-Bahnhof Tempelhof ein. 1945/46 befand sich im Bereich der Schleife eine hölzerne Wagenhalle für den Inselbetrieb der Linie 99, da der Betriebshof Tempelhof nördlich der zerstörten Stubenrauchbrücke lag. | |
| 78   | Lichtenrade (Tempelhof-Schöneberg)          | Lichtenrade Bahnhofstraße | W   | ↺    | 2        | 20. Sep. 1933     | 1. Okt. 1961       | Die Wendeschleife lag östlich des S-Bahnhofs Lichtenrade auf dem heutigen Pfarrer-Lütkehaus-Platz. Sie wurde fünf Jahre nach Eröffnung der Strecke Mariendorf – Lichtenrade in Betrieb genommen, zuvor befand sich hier eine Kuppelendstelle. Neben den beiden Durchfahrgleisen gab es innerhalb der Schleife ein drittes, nur von der Ausfahrt rückwärts erreichbares Stumpfgleis zum Abstellen weiterer Wagen. | |
| 79   | Neukölln (Neukölln)                         | Hobrechtstraße ↔ Sonnenallee ↔ Hermannplatz ↔ Karl-Marx-Straße | B   | ⤹⤸   | 2        | 1929              | Okt. 1966          | Ursprünglich genügte die am Hermannplatz vorhandene Kuppelendstelle. Die 1929 ergänzten Gleisanlagen in der benachbarten Hobrechtstraße dienten zum Abstellen von Beiwagen außerhalb des Berufsverkehrs. Die dafür eingesetzten Arbeitswagen fuhren dabei die Blockschleife, um den Beiwagen zu umfahren. Neben einzelnen E-Wagen endeten ab 1944 auch Tourenwagen in der Schleife, die in beiden Richtungen befahren werden konnte. Die Aufstellung erfolgte dabei stets in der Hobrechtstraße. Nach dem Zweiten Weltkrieg war die Anlage zuletzt Endpunkt der Linien 3 nach Wedding und 27 und 27E nach Buckow. Ab dem 29. September 1963 endeten die Fahrten durch die Hobrechtstraße, über den Hermannplatz fuhren ab dem 1. Oktober 1964 keine Züge mehr. Die Gleisschleife blieb für Ein- und Ausrückfahrten des Betriebshofs Britz bis Oktober 1966 noch in Betrieb. Eine weitere den Hermannplatz berührende Schleifenfahrt vollzog die Linie 47 zwischen 1950 und 1963. Die Wagen fuhren von der Karl-Marx-Straße kommend nicht über die Hobrechtstraße, sondern die weiter südöstlich gelegene Reuterstraße. Die Aufstellung erfolgte in diesem Fall am Hermannplatz. | |
| 80   | Neukölln (Neukölln)                         | Hermannstraße → Kranoldstraße → Hertastraße | B   | ↻    | 2        | 4. Juni 1938      | 1. Juli 1966       | Die Schleife Kranoldstraße entstand aus einer älteren Kuppelendstelle heraus und war nur aus Richtung Mariendorf beziehungsweise Britz erreichbar. Sie diente mangels einer Austretmöglichkeit vorwiegend nur Verstärkerfahrten. Nach 1945 fand durch die Schleife planmäßig kein Linienverkehr mehr statt, die Schleife diente weiterhin als Betriebsstrecke, unter anderem für Ein- und Aussetzfahrten der Linie 15 (Neukölln, Schulenburgpark – Marienfelde, Daimlerstraße) von und zum Betriebshof Britz. | |
| 81   | Rudow (Neukölln)                            | Rudow Rudower Spinne | W   | ↺    | 3        | 1928              | 1. Okt. 1966       | Die Schleife an der Rudower Spinne befand sich auf einer Freifläche zwischen Waßmannsdorfer Chaussee und Schönefelder Straße, das Gelände wurde nach der Stilllegung der Straßenbahn durch die Neuköllner Straße überbaut. | Tw 630x (TF 50) mit Bw 180x (B 50) und Bw 1626 (BF 42) auf der Linie 47 an der Endhaltestelle Rudow, 1963 |
| 82   | Alt-Treptow (Treptow-Köpenick)              | Platz am Spreetunnel | W   | ↺    | 1        | Mai 1901          | um 1937            | Die Wendeschleife am Südportal des Spreetunnels gehörte zu den ältesten Gleisschleifen im Berliner Straßenbahnnetz. Eine erste Schleife ging 1901 am Übergang der Treptower Chaussee in die Straße Alt-Treptow in Betrieb. Am 20. Juni 1909 ging die auf die Nordseite der Tunnelausfahrt verlegte Schleife mit einer innenliegenden Kehranlage in Betrieb. Die Verlegung war notwendig für die Zusammenführung der beiden Netzteile der Berliner Ostbahnen. Eine Verbindung zwischen deren Netz und dem der Großen Berliner Straßenbahn erfolgte erst 1920. Nach 1923 wurde die Schleife nicht mehr planmäßig genutzt, zumal ab 1925 mit der Schleife an den Spreeterrassen eine nahegelegene Alternative bestand. Sie wurde daher Mitte der 1930er Jahre abgebaut. | |
| 83   | Alt-Treptow (Treptow-Köpenick)              | Wiener Brücke Karl-Kunger-Straße → Lohmühlenstraße → Isingstraße → Krüllsstraße | B   | ↺    | 2        | 30. Sep. 1960     | 14. Juli 1973      | Um den Einsatz von Rekowagen auf den Linien 87 nach Rahnsdorf und 95 zum Krankenhaus Köpenick zu ermöglichen, ging die Blockumfahrung unweit der Sektorengrenze am Landwehrkanal in Betrieb. Mit der Einstellung des Straßenbahnverkehrs in weiten Teilen Treptows 1973 wurde auch die Schleife stillgelegt. | Gleisreste in der Lohmühlenstraße Ecke Karl-Kunger-Straße, 1990. Die zweigleisige Strecke im Vordergrund führte bis 1945 über die Wiener Brücke weiter nach Kreuzberg. |
| 84   | Plänterwald (Treptow-Köpenick)              | Rathaus Treptow Bulgarische Straße | W   | ↺    | 1        | Juni 1905         | 1925               | Anfang des 20. Jahrhunderts gebaut, befand sich diese Schleife der BESTAG unmittelbar westlich des Treptower Rathauses. Da sich die Gleisanlage wegen der nördlichen Begrenzung durch die Berliner Ostbahnen nicht verlegen ließ, musste beim Bau des Rathauses der in der Parkstraße vorgesehene Haupteingang an die Neue Krugallee verlegt werden. Nach Verknüpfung der Gleise mit denen der vormaligen Berliner Ostbahnen ging 1925 eine neue Schleife an den Spreeterrassen in Betrieb. | |
| 85   | Plänterwald (Treptow-Köpenick)              | Spreeterrassen Bulgarische Straße | W   | ↺    | 2        | 26. Juni 1925     | 1. Sep. 1950       | Die Wendeschleife an den Spreeterrassen befand sich am Nordende der Bulgarischen Straße am Spreeufer und entstand als Ersatz für die nahegelegenen Schleifen am Rathaus Treptow und am Spreetunnel. Nachdem die Strecken durch die Neue Krugallee 1933 am Nordrand des Treptower Parks 1945 stillgelegt wurden, verkam die Verbindung durch die Bulgarische Straße zur Stichstrecke. Ab dem 1. September 1950 wurde die Endhaltestelle nur noch als Stumpfendstelle bedient und die Schleifenfahrt aufgegeben. Ab dem 7. Juni 1957 befand sich die Endhaltestelle an der Kreuzung Bulgarische Straße Ecke Neue Krugallee, die Schleife wurde daraufhin abgebaut. Am 16. November 1959 stellte die BVG-Ost den Verkehr in der Bulgarischen Straße gänzlich ein. | |
| 86   | Baumschulenweg (Treptow-Köpenick)           | Bahnhof Baumschulenweg Köpenicker Landstraße → Baumschulenstraße → Glanzstraße → Rodelbergweg | B   | ↺    | 2        | vor 29. Mai 1928  | 14. Juli 1973      | Bis zur Herstellung der Blockumfahrung fuhren die Züge der Berliner Ostbahnen und ihre Nachfolger den Umweg am Baumschulenweg entlang, anstatt den direkten Weg über die Köpenicker Landstraße zu nehmen. Nach Inbetriebnahme der Strecke durch die Baumschulenstraße zur Sonnenallee ging die Blockumfahrung über die Köpenicker Landstraße in Betrieb, wobei durchgehende Wagen weiterhin den Umweg über den Bahnhof fuhren. Erst nach der Stilllegung der Straßenbahn in der Neuen Krugallee und Inbetriebnahme der direkten Führung über die Köpenicker Landstraße nach Treptow im März 1933 fuhren die Züge von Schöneweide aus den direkten Weg. Mit der Stilllegung der Straßenbahn in Treptow 1973 wurde die Schleife stillgelegt. | |
| 87   | Johannisthal (Treptow-Köpenick)             | Bahnhof Schöneweide Südostallee | W   | ↺    | 4        | 14. Juli 1973     | in Betrieb         | Die südwestlich des S-Bahnhofs Schöneweide gelegene, zunächst dreigleisige Schleife Südostallee entstand im Zusammenhang mit der Stilllegung der Straßenbahnstrecke zur Wiener Brücke. Zwischen 1. August 2022 und 16. August 2024 war die Schleife nicht in Betrieb. Die BVG verlegte in diesem Zeitraum die zuführende Strecke aus der Michael-Brückner-Straße und dem Sterndamm in die geradlinige Verlängerung der Brückenstraße, sodass die Schleife nun von Westen erreicht wird. Um eine Nutzung sowohl von Oberschöneweide als auch von Johannisthal und Adlershof kommend zu ermöglichen, entstanden zwei ineinander verschachtelte Schleifen mit insgesamt vier Aufstellgleisen. | Flexity Berlin (F8Z) in der umgebauten Doppelwendeschleife, 2024 |
| 88   | Johannisthal (Treptow-Köpenick)             | Sterndamm → Johannes-Werner-Straße → Haeckelstraße → Winckelmannstraße | B   | ↺    | 2        | Juni 1913         | in Betrieb         | Nachdem im April 1913 die Berliner Ostbahnen den Kaiser-Wilhelm-Platz erreichten, wurde zwei Monate darauf die Schleifenfahrt in Betrieb genommen. In der südlichen Friedrichstraße befanden sich zwei Aufstellgleise, die von der Schleife aus beiden Richtungen aus erreicht werden konnten. Unklar ist, ob diese nur zum Abstellen von Beiwagen dienten oder die Züge auch regulär diesen Abschnitt bedienten. 1935 war noch ein Aufstellgleis vorhanden, es wurde nach 1951 abgebaut. | Triebwagen 1064 auf der Linie 63 in der Haeckelstraße, 2010 |
| 89   | Altglienicke (Treptow-Köpenick)             | Am Falkenberg | W   | ↺    | 1        | 2. Juli 1980      | 1. Jan. 1993       | Die Wendeschleife Am Falkenberg befand sich östlich des alten Endpunkts, den die Linie 84 seit 1928 anfuhr. Sie ersetzte die zu diesem Zeitpunkt letzte Kuppelendstelle im Berliner Straßenbahnnetz. Nach der Stilllegung der Strecke nach Altglienicke zum Jahresbeginn 1993 zog die BVG die Linie bis zum S-Bahnhof Adlershof zurück. Seit dem Abbau der Gleise erinnern die überwachsene Freifläche und ein ehemaliges Pausenhäuschen an die Gleisschleife. | Am Falkenberg, 1992 |
| 90   | Adlershof (Treptow-Köpenick)                | Bahnhof Adlershof Ernst-Augustin-Straße | W   | ↺    | 2        | 2. Okt. 1995      | in Betrieb         | Nach der Stilllegung der Strecke nach Altglienicke zum Jahresbeginn 1993 mussten die Züge der Linie 84 hinter der Haltestelle S-Bahnhof Adlershof kopfmachen. Mangels eines Umsetzgleises, verblieb der Triebwagen des ankommenden Zuges als Standwagen für den darauf folgenden. Mit Inbetriebnahme der Wendeschleife wurde dieser Rangiervorgang hinfällig und die BVG konnte ihre letzten Zweirichtungswagen ausmustern. | S-Bahnhof Adlershof, 2022 |
| 91   | Adlershof (Treptow-Köpenick)                | Karl-Ziegler-Straße | W   | ↺    | 2        | 4. Sep. 2011      | 26. Juli 2021      | Bei der Gleisschleife Karl-Ziegler-Straße handelte es sich um den vorläufigen Abschluss der Neubaustrecke Adlershof I, die 2011 vom S-Bahnhof Adlershof bis zum Westrand der WISTA in Betrieb ging. Mit der Verlängerung Adlershof II zum S-Bahnhof Schöneweide wurde die Schleife aufgegeben und weiter westlich eine Kehranlage an der Haltestelle Landschaftspark Johannisthal auf dem Mittelstreifen des Groß-Berliner Damms gebaut. | Karl-Ziegler-Straße, 2012 |
| 92   | Köpenick (Treptow-Köpenick)                 | Bahnhof Köpenick Stellingdamm → Hirtestraße → Mahlsdorfer Straße | B   | ↺    | 2        | 3. Sep. 1960      | in Betrieb         | Bereits zu Zeiten der Cöpenicker Straßenbahn bestand im Stellingdamm eine Kuppelendstelle. Diese wurde 1928 bis zur Hirtestraße ausgeweitet und 1960 mit Verlängerung zur Mahlsdorfer Straße zur Blockumfahrung ausgebaut. Die Schleife ist sowohl von Süden als auch Norden an die Gleise in der Mahlsdorfer Straße angebunden. | Triebwagen auf den Linien 63 (GTZO, re.) und 68 (GT6O, li.) an der Endhaltestelle Hirtestraße, 2021 |
| 93   | Köpenick (Treptow-Köpenick)                 | Krankenhaus Köpenick Strandschloßweg | W   | ↺    | 2        | 5. März 1925      | in Betrieb         | Östlich der Endhaltestelle Krankenhaus Köpenick/Südseite schließt sich die zweigleisige Schleife in den Ausläufern der Kämmereiheide an. Eine geplante Verlängerung der Strecke nach Müggelheim kam wegen der Weltwirtschaftskrise nicht zustande. In den 1990er und 2000er Jahren bestanden Pläne einer Verlegung der Strecke von der Müggelheimer Straße in die Pablo-Neruda-Straße und den Müggelschlößchenweg, um das Krankenhaus und das Salvador-Allende-Viertel besser zu erschließen. | Wendeschleife Krankenhaus Köpenick mit zwei Triebwagen (GT6O, GTZO), 2021 |
| 94   | Köpenick (Treptow-Köpenick)                 | Mahlsdorf-Süd Mahlsdorfer Straße | W   | ↺    | 1        | vor 1919          | in Betrieb         | Die Wendeschleife Mahlsdorf-Süd befindet sich im Norden Köpenicks an der Grenze zu Mahlsdorf. Der lange genutzte Haltestellenname Hubertus bezog sich auf eine nahegelegene Ausflugsgaststätte. Die Schleife ist der Endpunkt der Verstärkerzüge der Linie 62 und markiert den Übergang zum eingleisigen Streckenabschnitt zum S-Bahnhof Mahlsdorf. | Tatra-Zug auf der Linie 62 in der Gleisschleife Mahlsdorf-Süd, 2012 |
| 95   | Köpenick (Treptow-Köpenick)                 | Wendenschloß Niebergallstraße → Ekhofstraße → Wendenschloßstraße | B   | ↺    | 2        | 18. Aug. 1964     | in Betrieb         | Seit 1903 existierte in Wendenschloß eine Kuppelendstelle der Cöpenicker Straßenbahn, der Gleisabschluss befand sich südlich der Ekhofstraße. Für den Bau der Wendeschleife wurde dann Geländestreifen durch die Grundstücke Wendenschloßstraße 436+438 und Niebergallstraße 13 beansprucht, auf dem die zweigleisige Ankunftshaltestelle entstand. | Triebwagen 5042 (TE 63/2) mit einem Gotha-Großraumwagen (BDE 61) in der kurz zuvor eröffneten Wendeschleife Wendenschloß, 1964 |
| 96   | Friedrichshagen (Treptow-Köpenick)          | Altes Wasserwerk Müggelseedamm → Werlseestraße → Löcknitzstraße → Kalkseestraße | B   | ↺    | 2        | 2. Juli 1977      | in Betrieb         | Neben der Endhaltestelle in Altglienicke befand sich am Wasserwerk Friedrichshagen eine der vorläufig letzten beiden Kuppelendstellen im Berliner Straßenbahnnetz. Im Juli 1977 wurde diese nach längerer Diskussion um den Verbleib der Strecke durch eine zweigleisige Blockumfahrung ersetzt. Die Gleisreste waren bis Anfang der 1990er Jahre noch im Straßenpflaster auszumachen. | Wendeschleife Wasserwerk Friedrichshagen mit den Gleisresten der vormaligen Kuppelendstelle, 1991 |
| 97   | Rahnsdorf (Treptow-Köpenick)                | Rahnsdorf/Waldschänke Fürstenwalder Damm | W   | ↺    | 1        | 17. Juli 1929     | in Betrieb         | Am Ortsrand von Rahnsdorf gelegen, stellt die Wendeschleife an der Waldschänke den östlichen Punkt des Berliner Straßenbahnnetzes dar. Die heute eingleisige Wendeschleife verfügte ab Ende der 1930er Jahre bis etwa 1945 über ein weiteres Aufstellgleis für Standbeiwagen. Ein ebenfalls vorhandener Gleiswechsel wurde nach 1951 abgebaut. | |
| 98   | Grünau (Treptow-Köpenick)                   | Bahnhof Grünau Wassersportallee | W   | ↺    | 1        | 24. Mai 1951      | in Betrieb         | Die sogenannte Waldschleife Grünau entstand für den Einsatz des LOWA-Großraumzugs TDE 52/BDE 52, der ab de Folgekahr bis 1969 ausschließlich auf der Linie 86 zwischen S-Bahnhof Grünau und Alt-Schmöckwitz verkehrte. In den 1980er und 1990er Jahren war die Schleife durch den Einbau von zwei zusätzlichen Weichenverbindungen auch aus Richtung Köpenick direkt befahrbar. | Waldschleife Grünau, 2022 |
| 99   | Schmöckwitz (Treptow-Köpenick)              | Alt-Schmöckwitz | P   | ↺    | 2        | Juni 1928         | in Betrieb         | Die Gleisschleife Alt-Schmöckwitz ging zwischen 1926 und 1928 in Betrieb und verfügte zunächst neben dem Durchfahrgleis über zwei weitere Aufstellgleise. Die Schleife war nach 1945 zunächst nicht genutzt und erst 1952 für den Einsatz des LOWA-Großraumzuges TDE 52/BDE 52 reaktiviert worden. An der Einfahrt zur Schleife befand sich die 2006 ausgebaute Zufahrt zur Wagenhalle der Uferbahn. | Tatra-Triebwagen 6087 (KT4D) auf der Linie 68 in Alt-Schmöckwitz, 2008 |
| 100  | Marzahn (Marzahn-Hellersdorf)               | Ahrensfelde/Stadtgrenze Schorfheidestraße | W   | ↻    | 3        | 6. Okt. 1986      | in Betrieb         | Die Endhaltestelle und Wendeschleife Ahrensfelde wurden als Teil des Tatraprogramms realisiert. Die gegenläufig befahrene Gleisschleife ist mit einer innenliegenden Omnibuswendeschleife kombiniert, die 1987 in Betrieb ging. Bis zur Deutschen Wiedervereinigung und am 3. Oktober 1990 befand sich die Endstelle außerhalb Berlins. | Gleisschleife Ahrensfelde/Stadtgrenze, 2010 |
| 101  | Marzahn (Marzahn-Hellersdorf)               | Bahnhof Marzahn Marzahner Promenade | W   | ↻    | 1        | 17. März 1980     | in Betrieb         | Am S-Bahnhof Marzahn gelegen, war die Gleisschleife an der Marzahner Promenade der östliche Abschluss der zweiten im Rahmen des Tatraprogramms eröffneten Strecke. Von den ursprünglich zwei Aufstellgleisen wurde eines inzwischen zurückgebaut. | Gleisschleife S-Bahnhof Marzahn, 2022 |
| 102  | Marzahn (Marzahn-Hellersdorf)               | Wuhletalstraße | W   | ↻    | 2        | 6. Okt. 1982      | in Betrieb         | Die anfänglich mit drei Gleisen ausgestattete Gleisschleife bildete den Abschluss des ersten Bauabschnitt der Strecke nach Ahrensfelde. Neben der vier Jahre später erfolgten Verlängerung nach Ahrensfelde gab es lange Zeit Pläne für eine weitere Strecke nach Falkenberg, die in Höhe der Gleisschleife an die Bestandsstrecke anschließen sollte. Der Mittelstreifen der Wuhletalstraße war für die Aufnahme des besonderen Bahnkörpers entsprechend breit ausgeführt worden. | Gleisschleife Wuhletalstraße, 2022 |
| 103  | Biesdorf (Marzahn-Hellersdorf)              | Allee der Kosmonauten | W   | ↻    | 2        | 6. Apr. 1979      | in Betrieb         | Die Gleisschleife Allee der Kosmonauten / Poelchaustraße, vormals Elisabethstraße bildete den östlichen Abschluss der ersten Neubaustrecke des Tatraprogramms. Sie befindet sich südlich der Allee der Kosmonauten, wobei die Schleife selbst bereits im Ortsteil Biesdorf liegt, die zuführenden Strecken hingehen in Marzahn. Die Schleife war anfangs mit vier Aufstellgleisen ausgestattet, das innerste Gleis erhielt eine Haltestelle (Elisabethstraße) für die ab 1982 von Osten hier endende Linie 11. Züge von Westen kommend hatten ihre Endhaltestelle an der Karl-Maron-Straße, seit 1992 Allee der Kosmonauten / Poelchaustraße. Seit September 2006 war die Schleife nur noch von Westen her benutzbar. Zwei Gleise wurden entfernt und die verbliebenen zwei Gleise mit Bahnsteigen ausgestattet. Da von Osten kommende Züge die Schleife zwangsläufig rückwärts durchfahren mussten, wurde die östliche Zufahrt im Herbst 2023 wiederhergestellt. | Gleisschleife Elisabethstraße, 2022 |
| 104  | Mahlsdorf (Marzahn-Hellersdorf)             | Bahnhof Mahlsdorf Treskowstraße | W   | ↺    | 2        | 14. Nov. 1964     | in Betrieb         | Die Schleife Treskowstraße liegt in einer Nebenstraße der Hönower Straße unweit des S-Bahnhofs Mahlsdorf. Sie wird von Straßenbahn und Omnibus genutzt. Um die Umsteigewege zum S-Bahnhof zu verkürzen, ist der Neubau einer Stumpfendstelle in der Hönower Straße vor der Ostbahnbrücke vorgesehen. Die Gleisschleife soll an ihrer Stelle aufgegeben werden. Die neue Haltestelle ist gleichzeitig Voraussetzung für einen möglichen Weiterbau der Strecke nach Hellersdorf. | Tatra-Zug (KT4D) auf der Linie 62 in der Gleisschleife Treskowstraße, 2012 |
| 105  | Hellersdorf (Marzahn-Hellersdorf)           | Riesaer Straße | W   | ↺    | 3        | 1. Mai 1991       | in Betrieb         | Die Gleisschleife Riesaer Straße befindet südlich der gleichnamigen Straße an der Stadtgrenze zu Hönow. Sie ist mit einer Omnibus-Wendeschleife mit je einem Kombibahnsteig an der Ankunft- und Abfahrseite verknüpft. | Zwei Tatra-Züge (KT4D) der Linie M6 in der Gleisschleife Riesaer Straße, 2012 |
| 106  | Lichtenberg (Lichtenberg)                   | Bahnhof Lichtenberg Fanningerstraße → Gudrunstraße → Frankfurter Allee → Siegfriedstraße | B   | ↻    | 2        | 15. Nov. 1927     | in Betrieb         | Die Gleisschleife Gudrunstraße war bis Kriegsende unter anderem der östliche Endpunkt der Linie 76 nach Grunewald. Die Schleife konnte bis zu ihrer vorübergehenden Stilllegung 1945 sowohl von der Siegfriedstraße als auch von der (alten) Frankfurter Allee aus angefahren werden. In der Gudrunstraße befand sich zudem eine Kuppelendstelle. Nach einer über 30-jährigen Unterbrechung ging die Schleife am 2. November 1975 wieder in Betrieb, da die Strecke entlang der Siegfriedstraße nach der Stilllegung der Straßenbahn in der östlichen Frankfurter Allee und der Straße der Befreiung zur Stichstrecke wurde. Um die Umsteigewege zwischen der Straßenbahn und dem S+U-Bahnhof Lichtenberg zu verkürzen, plant die BVG den Ersatz der Schleife durch eine Stumpfendstelle in der (alten) Frankfurter Allee. | Tatra-Triebwagen (KT4D) auf der Linie 21 an der Endhaltestelle S+U Lichtenberg/Gudrunstraße, 2008 |
| 107  | Lichtenberg (Lichtenberg)                   | Loeperplatz | P   | ↺    | 1        | vor 1919          | vor 1929           | Über die Wendeschleife auf dem Loeperplatz ist nur wenig bekannt. Sie diente nach Giese gleichzeitig für die durchfahrenden Züge der Relation Zentralviehhof – Roederplatz, wobei die aus der Scheffelstraße kommenden Züge die Schleife ausfuhren. Endende Züge mit längerem Aufenthalt setzten daher in ein nahegelegenes Kehrgleis um und machten dort Kopf. In den 1920er Jahren wurde die Gleisführung durch die heute noch bestehende Anlage ersetzt. | |
| 108  | Neu-Hohenschönhausen (Lichtenberg)          | Falkenberg Welsestraße | W   | ↺    | 3        | 20. Aug. 1988     | in Betrieb         | Die Gleisschleife Falkenberg liegt westlich des gleichnamigen Ortsteil am Rande von Neu-Hohenschönhausen. Die nördlich der Falkenberger Chaussee angelegte Schleife ist mit einer Omnibusschleife kombiniert. Ursprünglich waren nur die Abfahrthaltestelle der Straßenbahn und die Ankunfthaltestelle des Omnibus an einem Bahnsteig zusammengefasst, während für stadtauswärtige Fahrten ein größerer Fußweg nötig war. 2006 wurde die Ankunkfthaltestelle mit einem Combibord und fester Fahrbahn für die gemeinsame Nutzung von Straßenbahn und Omnibus versehen. Im Rahmen des Tatraprogramms war der Weiterbau der Strecke über Falkenberg bis zur Wuhletalstraße vorgesehen, was anhand der weiterlaufenden Fahrleitung mehrere Jahre angedeutet wurde. | Triebwagen dreier Generationen (KT4D, GT6N, F8E, v. l. n. r.) in der Gleisschleife Falkenberg, 2008 |
| 109  | Neu-Hohenschönhausen (Lichtenberg)          | Zingster Straße | W   | ↺    | 5        | 21. Dez. 1984     | in Betrieb         | Die Gleisschleife Zingster Straße verfügte zur Inbetriebnahme zunächst über drei Aufstellgleise. Mit der Inbetriebnahme der Strecke Buschallee – Prerower Platz 1987 wurde die Schleife um zwei weitere Aufstellgleise und eine zweite Ankufthaltestelle erweitert. Gemessen an der Anzahl der Gleise ist die Schleife die derzeit (Stand: 2022) größte im Berliner Straßenbahnnetz. | Gleisschleife Zingster Straße, 2021 |
| 110  | Alt-Hohenschönhausen (Lichtenberg)          | Degnerstraße → Oberseestraße → Konrad-Wolf-Straße | B   | ↻    | 1        | 23. März 1962     | in Betrieb         | Die Gleisschleife Degnerstraße entstand in Verlängerung eines Stumpfgleises, das vormals als Zufahrt zum Betriebshof der eigenständigen Straßenbahn Berlin–Hohenschönhausen diente. | Degnerstraße mit dem Gleis der Gleisschleife, 2021 |
| 111  | Alt-Hohenschönhausen (Lichtenberg)          | Hohenschönhausen Gartenstadt Arnimstraße | W   | ↺    | 1        | 24. Sep. 1962     | 1. März 1983       | Die Gleisschleife Arnimstraße befand sich nördlich der Haltestelle Hohenschönhausen, Gartenstadt westlich des Berliner Außenrings. Die Strecke wurde im Rahmen des Tatraprogramms stillgelegt, die namensgebende Gartenstadt wird seit 1984 von der Neubaustrecke zur Zingster Straße nördlich tangiert. | |
| 112  | Alt-Hohenschönhausen (Lichtenberg)          | Gehrenseestraße | W   | ↺    | 2        | 15. Juni 1963     | in Betrieb         | Die anfangs zweigleisige Schleife befand sich zunächst nördlich der 1913 eröffneten Kuppelendstelle im Winkel zwischen Falkenberger und Wartenberger Straße und wurde im Uhrzeigersinn befahren. Sie wurde zusammen mit der Strecke in die Gartenstadt am 1. März 1983 stillgelegt und ein Jahr darauf in ihrer heutigen Lage mit drei Aufstellgleisen wieder in Betrieb genommen. Bis Mitte der 1990er Jahre bestand eine weitere Zufahrt (ohne Ausfahrt) aus Richtung Zingster Straße, um die Schleife bei Bedarf als Wendedreieck zu nutzen. Im Oktober 2008 wurde das mittlere Aufstellgleis zurückgebaut. Es ist geplant, die Verschwenkung der Gleise in der Wartenberger Straße zugunsten einer direkten Führung abzuändern. Die Gleisschleife soll hierfür verkleinert werden. | Gleisschleife Gehrenseestraße, 2022 |
| 113  | Rummelsburg (Lichtenberg)                   | Bahnhof Ostkreuz Hauptstraße | W   | ↻    | 2        | 16. Dez. 1967     | 23. Mai 1993       | Die Wendeschleife am S-Bahnhof Ostkreuz entstand als Streckenabschluss infolge der Herausnahme der Straßenbahn aus dem Markgrafendamm und der Stralauer Allee. Die Schleife wurde mitsamt der kurzen Stichstrecke zur Karlshorster Straße mit der Netzreform 1993 stillgelegt. | Gotha-Großraumzug (TDE 61 + BDE 62) auf der Linie 82 vor der Einfahrt in die Wendeschleife am S-Bahnhof Ostkreuz, 1991 |
| 114  | Rummelsburg (Lichtenberg)                   | Blockdammweg | W   | ↺    | 1        | 25. Juni 1964     | in Betrieb         | Anfänglich diente die zunächst zweigleisige Gleisschleife Blockdammweg als Ersatz für die Kuppelendstelle vor dem Heizkraftwerk Klingenberg und war nur von Westen her befahrbar. Ab 1. Juni 1974 konnte die Schleife zusätzlich auch von Osten angefahren werden, wobei je Richtung nur ein Aufstellgleis bestand. Am 13. Oktober 2003 wurde die Schleife außer Betrieb gesetzt. Da in Karlshorst keine weitere Kehrmöglichkeit bestand, ließ die BVG die Schleife am 11. November 2006 in Betrieb nehmen. Die Schleife ist seitdem nur eingleisig von Osten her befahrbar. | Tatra-Triebwagen 6159 und 6172 (KT4D) auf der Linie 27 am Blockdammweg, 2008 |
| 115  | Rummelsburg (Lichtenberg)                   | Tuchollaplatz Karlshorster Straße → Nöldnerstraße → Stadthausstraße → Türrschmidtstraße | B   | ↺    | 2        | 9. Aug. 1910      | 27. März 1953      | Ab 15. August 1907 befuhren die Züge der GBS von der Marktstraße über die eingleisige Türrschmidtstraße zum Rathaus Rummelsburg. Vier Monate später ging die Verlängerung über die Rathausstraße und Prinz-Albert-Straße zur Lückstraße in Betrieb. Ab dem 9. August 1910 bestand dann der Richtungsverkehr über Karlshorster Straße und Prinz-Albert-Straße Richtung Osten beziehungsweise Stadthausstraße und Türrschmidtstraße Richtung Westen, seit dem 15. August 1910 hatte die Linie 26 von Tegel kommend hier ihre Endhaltestelle. Seit 1945 wurde die Blockumfahrung nicht mehr als planmäßige Endstelle genutzt, durchgehende Züge fuhren noch bis zur Umstellung der Strecke auf Obus 1953. Dieser befuhr dabei die Nöldnerstraße in beiden Richtungen und nicht durch die Türrschmidtstraße. | Kreuzung Karlshorster Straße Ecke Türrschmidtstraße während der 3. Weltfestspiele 1951. Der Lkw überfährt gerade das aus der Türrschmidtstraße kommende Gleis, am rechten Bildrand biegt ein Mitteleinstiegswagen von der Marktstraße in die Karlshorster Straße ein. Das Schmalspurgleis im Vordergrund gehört zur Trümmerbahn Schloßplatz – Friedrichsfelde. |
| 116  | Reinickendorf (Reinickendorf)               | Reinickendorf-West General-Woyna-Straße → Wacholderstraße → Graf-Haeseler-Straße → Scharnweberstraße | B   | ↺    | 2        | 15. Aug. 1927     | 1. Juni 1958       | Als Ersatz für die Kuppelendstelle an der Ortsteilgrenze zwischen Reinickendorf und Tegel (in Höhe der heutigen Autobahnanschlussstelle Eichborndamm) entstand 1927 etwas weiter östlich diese Blockumfahrung. Anfänglich mit zwei Aufstellgleisen ausgestattet wurde ein Gleis nach 1935 ausgebaut. Zuletzt wendeten nur noch E-Wagen in der Schleife, bevor diese anlässlich der U-Bahn-Verlängerung nach Tegel stillgelegt wurde. | Abweichende Pflasterung entlang des entfernten Gleises an der Kreuzung Graf-Haeseler-Straße Ecke Zobeltitzstraße, 2019 |
| 117  | Tegel (Reinickendorf)                       | Tegel Berliner Straße → Alt-Tegel → Treskowstraße → Schlieperstraße | B   | ↺    | 3        | 1904              | 1. Juni 1958       | Da die Kuppelendstelle in der Tegeler Schloßstraße bei starkem Verkehrsandrang nicht genügte und zudem das Rangieren vor dem Betriebshof Tegel erschwerte, wurde 1904 die Blockumfahrung über die Hauptstraße in Betrieb genommen. Die Schleifenfahrt erfolgte von Berlin aus, zusätzlich bestand eine Gleisverbindung aus der Schloß- in die Hauptstraße für ausrückende Züge, später auch als Verbindung aus Heiligensee beziehungsweise Tegelort. | Fahrgastandrang zu Pfingsten in der Tegeler Hauptstraße, 1932 |
| 118  | Konradshöhe (Reinickendorf)                 | Falkenplatz | P   | ↺    | 2        | um 1933           | vor 2. Sep. 1939   | Über die Schleife am Falkenplatz ist nur wenig bekannt. Sie diente ausschließlich dem Wenden von Einsetzzügen und war spätestens zu Beginn des Zweiten Weltkrieges wieder außer Betrieb. | |
| 119  | Konradshöhe (Reinickendorf)                 | Tegelort Bismarckstraße → Kurze Straße → Moltkestraße → Jörsstraße | B   | ↺    | 2        | Sep. 1925         | 1. Juni 1958       | Die Blockschleife Tegelort entstand in Erweiterung der 1913 eröffneten Kuppelendstelle in der Moltkestraße. Bis 1937 konnte die Schleife durch eine zusätzliche Gleisverbindung zwischen Jörs- und Bismarckstraße als Wendedreieck genutzt werden. | |
| 120  | Heiligensee (Reinickendorf)                 | Alt-Heiligensee | P   | ↺    | 4        | 29. Mai 1913      | 1. Juni 1958       | Die Schleife in Heiligensee bestand seit der Eröffnung der gemeindeeigenen Straßenbahn 1913. Von der zunächst eingleisigen Schleife zweigte ein Gleis entgegen der Fahrtrichtung zum Betriebshof ab. 1939 wurde die Anlage für den starken Ausflugsverkehr zum zwei Aufstellgleise an der Einfahrt und ein weiteres Gleis an der Ausfahrt erweitert. Gleichwohl blieb der letzte Streckenabschnitt vor der Schleife immer eingleisig. | Haltestelle Alt-Heiligensee mit Markierung des ehemaligen Gleisverlaufs im Straßenpflaster, 2013 |
| 121  | Hennigsdorf (Oberhavel)                     | Bahnhof Hennigsdorf Rathenaustraße | W   | ↺    | 1        | 23. Juli 1931     | Apr. 1945          | Die Schleife vor dem Westausgang des Hennigsdorfer Bahnhof bildete den nördlichen Endpunkt der Linie 120. Die elektrischen Triebwagen fuhren vermutlich bis in die zweite Aprilhälfte nach Hennigsdorf, bevor der Betrieb kriegsbedingt eingestellt werden musste. Nach Kriegsende richtete die Osthavelländische Eisenbahn bis 1951 einen Verkehr mit Verbrennungstriebwagen ein. Ob die Schleife dabei auch befahren wurde, ist nicht bekannt. | |
| 122  | Schönefeld (Dahme-Spreewald)                | Schönefeld Mittelstraße | W   | ↺    | 3        | 12. Aug. 1940     | 14. Okt. 1950      | Die Wendeschleife in Schönefeld befand sich im Winkel zwischen der Mittelstraße und Henschelstraße. Letztere war eine Privatstraße und diente als Zufahrt zu den Henschel Flugzeug-Werken, zu deren Anbindung die Straßenbahn 1940 von Rudow aus verlängert wurde. Nach einem Zwischenfall stellte die BVG-West 1950 den Verkehr zwischen den Westsektoren und der DDR ein, so auch die Straßenbahn nach Schönefeld. | |